# Eleições autárquicas de 2013 em Braga
As eleições autárquicas portuguesas de 2013, no concelho de Braga, serviram para eleger os diferentes órgãos do poder local.
Os resultados destas eleições deram a vitória à coligação de centro-direita entre PSD-CDS-PPM e ao seu candidato, Ricardo Rio, conquistando 46,71% dos votos. Esta vitória foi histórica, visto que terminou o domínio de 37 anos do Partido Socialista na liderança local, e do seu líder, Mesquita Machado.

## Listas e candidatos
| Lista | Lista                          | Candidato      |
| ----- | ------------------------------ | -------------- |
|       | PSD-CDS-PPM                    | Ricardo Rio    |
|       | Partido Socialista             | Vítor Sousa    |
|       | Coligação Democrática Unitária | Carlos Almeida |
|       | Cidadania em Movimento         | Inês Barbosa   |
|       | PCTP/MRPP                      | Luís Lima      |

## Sondagens
| Data       | Fonte       | PS   | PS | PSD-CDS-PPM | PSD-CDS-PPM | PCP-PEV | PCP-PEV | CM  | CM | Outros | Outros | Vantagem |
| 29-09-2013 | Autárquicas | 32,8 | 4  | 46,7 (6)    | 6           | 8,8     | 1       | 5,3 | 0  | 1,4    | 0      | 13,9     |
| 26-09-2013 | [ 2 ]       | 39,0 | 5  | 43,8 (5/6)  | 5/6         | 7,5     | 0/1     | 5,2 | 0  | 4,5    | 0      | 4,8      |
| 18-09-2013 | erc         | 36,7 |    | 47,5        |             | 4,1     |         | 7,2 |    | 4,4    |        | 10,8     |
| 31-08-2013 | [ 3 ]       | 39,1 | 5  | 42,9 (5)    | 5           | 8,8     | 1       | 5,2 | 0  | 4,0    | 0      | 3,8      |
| 27-07-2013 | [ 4 ]       | 40,8 | 5  | 44,2 (5/6)  | 5/6         | 7,0     | 0/1     | 4,4 | 0  | 3,6    | 0      | 3,4      |
| 08-07-2013 | erc         | 41,0 |    | 40,0        |             | 7,0     |         | 4,0 |    | 8,0    |        | 1,0      |
| 02-06-2013 | [ 5 ]       | 41,1 | 5  | 43,3 (5)    | 5           | 8,0     | 1       | 4,9 | 0  | 2,7    | 0      | 2,2      |
| 03-12-2012 | erc         | 39,6 |    | 46,1        |             | 7,0     |         | -   |    | 7,3    |        | 6,5      |
| 03-12-2012 | erc         | 41,7 |    | 44,2        |             | 6,9     |         | -   |    | 7,2    |        | 2,5      |
| 11-10-2009 | Autárquicas | 44,7 | 6  | 42,0 (5)    | 5           | 6,3     | 0       |     |    | 4,7    | 0      | 2,7      |

## Resultados Oficiais
Os resultados nas eleições autárquicas de 2013 no Concelho de Braga para os diferentes órgãos do poder local foram os seguintes:

## Mapa

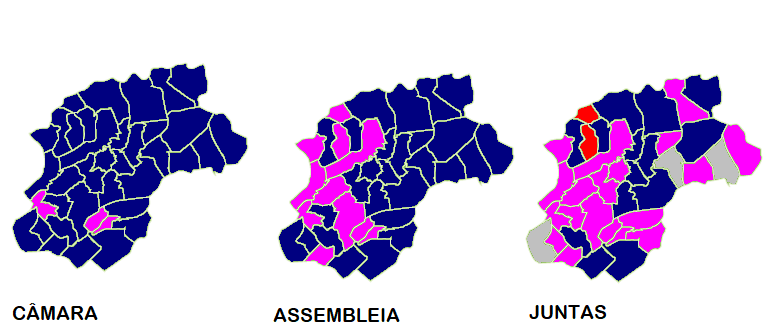
Partido mais votado por Freguesia. — Legenda:
PSD-CDS-PPM
PS
CDU
Grupo de Cidadãos

### Câmara Municipal e vereadores
| Partido                 | Partido                        | Votos   | %               | +/-   | Vereadores | +/-  |
| ----------------------- | ------------------------------ | ------- | --------------- | ----- | ---------- | ---- |
|                         | PSD-CDS-PPM                    | 44 571  | 46,71 / 100,00  | 4,72  | 6 / 11     | 1    |
|                         | Partido Socialista             | 31 326  | 32,83 / 100,00  | 11,88 | 4 / 11     | 2    |
|                         | Coligação Democrática Unitária | 8 355   | 8,76 / 100,00   | 2,43  | 1 / 11     | 1    |
|                         | Cidadania em Movimento         | 5 072   | 5,32 / 100,00   | Novo  | 0 / 11     | Novo |
|                         | PCTP/MRPP                      | 1 293   | 1,36 / 100,00   | -     | 0 / 11     | -    |
| Votos Inválidos         | Votos Inválidos                | 4 800   | 5,03 / 100,00   | 2,81  |            |      |
| Total                   | Total                          | 95 417  | 100,00 / 100,00 |       | 11 / 11    |      |
| Eleitorado/Participação | Eleitorado/Participação        | 159 313 | 59,89 / 100,00  | 5,38  |            |      |

### Assembleia Municipal
| Partido                 | Partido                        | Votos   | %               | +/-  | Deputados | +/-  |
| ----------------------- | ------------------------------ | ------- | --------------- | ---- | --------- | ---- |
|                         | PSD-CDS-PPM                    | 40 631  | 42,58 / 100,00  | 1,65 | 18 / 38   | 9    |
|                         | Partido Socialista             | 31 729  | 33,25 / 100,00  | 8,98 | 14 / 38   | 14   |
|                         | Coligação Democrática Unitária | 10 864  | 11,39 / 100,00  | 3,70 | 4 / 38    | 1    |
|                         | Cidadania em Movimento         | 6 769   | 7,09 / 100,00   | Novo | 2 / 38    | Novo |
| Votos Inválidos         | Votos Inválidos                | 5 424   | 5,68 / 100,00   | 3,15 |           |      |
| Total                   | Total                          | 95 417  | 100,00 / 100,00 |      | 38 / 38   | 25   |
| Eleitorado/Participação | Eleitorado/Participação        | 159 313 | 59,89 / 100,00  | 5,38 |           |      |

### Assembleias de Freguesia
| Partido                 | Partido                        | Votos   | %               | +/-  | Presidentes | Mandatos  | +/- |
| ----------------------- | ------------------------------ | ------- | --------------- | ---- | ----------- | --------- | --- |
|                         | Partido Socialista             | 37 867  | 39,69 / 100,00  | 2,52 | 19 / 37     | 177 / 365 | 71  |
|                         | PSD-CDS-PPM                    | 34 867  | 36,54 / 100,00  | 1,61 | 14 / 37     | 136 / 365 | 52  |
|                         | Coligação Democrática Unitária | 9 767   | 10,24 / 100,00  | 1,28 | 1 / 37      | 22 / 365  | 1   |
|                         | Grupo de Cidadãos              | 7 264   | 7,61 / 100,00   | 3,64 | 3 / 37      | 30 / 365  | 48  |
| Votos Inválidos         | Votos Inválidos                | 5 647   | 5,92 / 100,00   | 2,11 |             |           |     |
| Total                   | Total                          | 95 412  | 100,00 / 100,00 |      | 37 / 37     | 365 / 365 | 177 |
| Eleitorado/Participação | Eleitorado/Participação        | 159 313 | 59,89 / 100,00  | 5,38 |             |           |     |

## Resultados por freguesia

### Câmara Municipal
| Freguesia                                          | %             | %     | %     | %    | %    | Votantes |
| Freguesia                                          | PSD- CDS- PPM | PS    | CDU   | CM   | PCTP | Votantes |
| -------------------------------------------------- | ------------- | ----- | ----- | ---- | ---- | -------- |
| Adaúfe                                             | 52,97         | 31,83 | 6,85  | 2,88 | 1,42 | 2 190    |
| Arentim e Cunha                                    | 49,07         | 39,22 | 3,99  | 2,93 | 0,80 | 1 127    |
| Braga (Maximinos, Sé e Cividade)                   | 42,88         | 30,91 | 11,69 | 6,96 | 1,75 | 7 503    |
| Braga (São José de São Lázaro e São João do Souto) | 45,47         | 30,78 | 10,28 | 7,30 | 1,51 | 7 080    |
| Braga (São Vicente)                                | 44,09         | 28,64 | 11,99 | 8,15 | 1,57 | 6 003    |
| Braga (São Victor)                                 | 47,75         | 27,93 | 10,31 | 7,38 | 1,40 | 11 860   |
| Cabreiros e Passos (São Julião)                    | 46,01         | 43,38 | 4,80  | 1,62 | 0,61 | 1 480    |
| Celeirós, Aveleda e Vimieiro                       | 42,76         | 40,71 | 6,91  | 3,19 | 1,25 | 3 852    |
| Crespos e Pousada                                  | 62,31         | 29,41 | 1,89  | 2,09 | 0,30 | 1 003    |
| Escudeiros e Penso (Santo Estêvão e São Vicente)   | 57,26         | 33,36 | 3,53  | 2,73 | 0,72 | 1 247    |
| Espinho                                            | 46,92         | 42,76 | 4,69  | 1,07 | 1,07 | 746      |
| Esporões                                           | 46,79         | 41,30 | 3,48  | 2,75 | 1,28 | 1 092    |
| Este (São Pedro e São Mamede)                      | 49,49         | 35,25 | 5,83  | 3,32 | 1,11 | 2 437    |
| Ferreiros e Gondizalves                            | 44,49         | 34,86 | 8,87  | 4,59 | 1,72 | 4 767    |
| Figueiredo                                         | 44,20         | 46,52 | 3,61  | 0,77 | 1,68 | 776      |
| Gualtar                                            | 44,27         | 34,54 | 8,30  | 6,27 | 0,77 | 2 869    |
| Guisande e Oliveira (São Pedro)                    | 57,70         | 32,43 | 2,70  | 3,38 | 0,41 | 740      |
| Lamas                                              | 43,79         | 46,64 | 4,68  | 2,04 | 0,41 | 491      |
| Lomar e Arcos                                      | 48,58         | 32,70 | 8,19  | 4,14 | 1,76 | 3 407    |
| Merelim (São Paio), Panoias e Parada de Tibães     | 38,33         | 33,00 | 17,69 | 3,17 | 2,95 | 2 776    |
| Merelim (São Pedro) e Frossos                      | 51,35         | 31,47 | 7,76  | 4,24 | 0,69 | 2 450    |
| Mire de Tibães                                     | 51,15         | 32,66 | 8,13  | 2,75 | 1,44 | 1 525    |
| Morreira e Trandeiras                              | 50,56         | 39,33 | 3,58  | 1,63 | 0,72 | 979      |
| Nogueira, Fraião e Lamaçães                        | 49,27         | 28,38 | 8,37  | 6,91 | 1,12 | 7 290    |
| Nogueiró e Tenões                                  | 47,81         | 26,37 | 9,35  | 9,51 | 0,88 | 2 491    |
| Padim da Graça                                     | 45,52         | 42,87 | 5,76  | 1,65 | 1,01 | 1 094    |
| Palmeira                                           | 49,85         | 30,40 | 6,54  | 6,78 | 1,81 | 2 921    |
| Pedralva                                           | 49,63         | 41,56 | 4,70  | 0,44 | 0,70 | 681      |
| Priscos                                            | 62,36         | 27,46 | 4,00  | 1,49 | 0,57 | 874      |
| Real, Dume e Semelhe                               | 40,64         | 36,08 | 10,96 | 5,15 | 1,60 | 5 810    |
| Ruilhe                                             | 43,32         | 38,69 | 9,81  | 1,50 | 1,09 | 734      |
| Santa Lucrécia de Algeriz e Navarra                | 46,88         | 38,69 | 5,21  | 3,13 | 1,04 | 672      |
| Sequeira                                           | 42,39         | 39,70 | 7,57  | 2,78 | 1,35 | 1 189    |
| Sobreposta                                         | 55,85         | 28,97 | 5,01  | 4,04 | 1,39 | 718      |
| Tadim                                              | 41,04         | 42,49 | 5,78  | 3,47 | 1,16 | 692      |
| Tebosa                                             | 46,59         | 44,89 | 5,54  | 0,99 | 0,14 | 704      |
| Vilaça e Fradelos                                  | 53,97         | 35,31 | 2,88  | 2,09 | 0,52 | 1 147    |
| Braga                                              | 46,71         | 32,83 | 8,76  | 5,32 | 1,36 | 95 417   |

#### Adaúfe
| Partido                 | Partido                        | Votos | %               | +/-   |
| ----------------------- | ------------------------------ | ----- | --------------- | ----- |
|                         | PSD-CDS-PPM                    | 1 160 | 52,97 / 100,00  | 13,62 |
|                         | Partido Socialista             | 697   | 31,83 / 100,00  | 18,70 |
|                         | Coligação Democrática Unitária | 150   | 6,85 / 100,00   | 2,88  |
|                         | Cidadania em Movimento         | 63    | 2,88 / 100,00   | Novo  |
|                         | PCTP/MRPP                      | 31    | 1,42 / 100,00   | -     |
| Votos Inválidos         | Votos Inválidos                | 89    | 4,06 / 100,00   | 2,32  |
| Total                   | Total                          | 2 190 | 100,00 / 100,00 |       |
| Eleitorado/Participação | Eleitorado/Participação        | 3 721 | 58,86 / 100,00  | 0,87  |

#### Arentim e Cunha
| Partido                 | Partido                        | Votos | %               | +/-   |
| ----------------------- | ------------------------------ | ----- | --------------- | ----- |
|                         | PSD-CDS-PPM                    | 553   | 49,07 / 100,00  | 14,71 |
|                         | Partido Socialista             | 442   | 39,22 / 100,00  | 18,81 |
|                         | Coligação Democrática Unitária | 45    | 3,99 / 100,00   | 1,40  |
|                         | Cidadania em Movimento         | 33    | 2,93 / 100,00   | Novo  |
|                         | PCTP/MRPP                      | 9     | 0,80 / 100,00   | -     |
| Votos Inválidos         | Votos Inválidos                | 45    | 3,99 / 100,00   | 2,65  |
| Total                   | Total                          | 1 127 | 100,00 / 100,00 |       |
| Eleitorado/Participação | Eleitorado/Participação        | 1 416 | 79,59 / 100,00  | 1,44  |

#### Braga (Maximinos, Sé e Cividade)
| Partido                 | Partido                        | Votos  | %               | +/-  |
| ----------------------- | ------------------------------ | ------ | --------------- | ---- |
|                         | PSD-CDS-PPM                    | 3 217  | 42,88 / 100,00  | 0,14 |
|                         | Partido Socialista             | 2 319  | 30,91 / 100,00  | 7,90 |
|                         | Coligação Democrática Unitária | 877    | 11,69 / 100,00  | 1,96 |
|                         | Cidadania em Movimento         | 522    | 6,96 / 100,00   | Novo |
|                         | PCTP/MRPP                      | 131    | 1,75 / 100,00   | -    |
| Votos Inválidos         | Votos Inválidos                | 437    | 5,83 / 100,00   | 3,05 |
| Total                   | Total                          | 7 503  | 100,00 / 100,00 |      |
| Eleitorado/Participação | Eleitorado/Participação        | 13 453 | 55,77 / 100,00  | 6,00 |

#### Braga (São José de São Lázaro e São João do Souto)
| Partido                 | Partido                        | Votos  | %               | +/-  |
| ----------------------- | ------------------------------ | ------ | --------------- | ---- |
|                         | PSD-CDS-PPM                    | 3 219  | 45,47 / 100,00  | 2,01 |
|                         | Partido Socialista             | 2 179  | 30,78 / 100,00  | 6,24 |
|                         | Coligação Democrática Unitária | 728    | 10,28 / 100,00  | 3,05 |
|                         | Cidadania em Movimento         | 517    | 7,30 / 100,00   | Novo |
|                         | PCTP/MRPP                      | 107    | 1,51 / 100,00   | -    |
| Votos Inválidos         | Votos Inválidos                | 330    | 4,66 / 100,00   | 2,32 |
| Total                   | Total                          | 7 080  | 100,00 / 100,00 |      |
| Eleitorado/Participação | Eleitorado/Participação        | 13 048 | 54,26 / 100,00  | 6,18 |

#### Braga (São Vicente)
| Partido                 | Partido                        | Votos  | %               | +/-  |
| ----------------------- | ------------------------------ | ------ | --------------- | ---- |
|                         | PSD-CDS-PPM                    | 2 647  | 44,09 / 100,00  | 2,23 |
|                         | Partido Socialista             | 1 719  | 28,64 / 100,00  | 8,61 |
|                         | Coligação Democrática Unitária | 720    | 11,99 / 100,00  | 2,88 |
|                         | Cidadania em Movimento         | 489    | 8,15 / 100,00   | Novo |
|                         | PCTP/MRPP                      | 94     | 1,57 / 100,00   | -    |
| Votos Inválidos         | Votos Inválidos                | 334    | 5,57 / 100,00   | 3,29 |
| Total                   | Total                          | 6 003  | 100,00 / 100,00 |      |
| Eleitorado/Participação | Eleitorado/Participação        | 10 827 | 55,44 / 100,00  | 2,61 |

#### Braga (São Victor)
| Partido                 | Partido                        | Votos  | %               | +/-  |
| ----------------------- | ------------------------------ | ------ | --------------- | ---- |
|                         | PSD-CDS-PPM                    | 5 663  | 47,75 / 100,00  | 0,17 |
|                         | Partido Socialista             | 3 312  | 27,93 / 100,00  | 7,20 |
|                         | Coligação Democrática Unitária | 1 223  | 10,31 / 100,00  | 2,44 |
|                         | Cidadania em Movimento         | 875    | 7,38 / 100,00   | Novo |
|                         | PCTP/MRPP                      | 166    | 1,40 / 100,00   | -    |
| Votos Inválidos         | Votos Inválidos                | 621    | 5,24 / 100,00   | 2,63 |
| Total                   | Total                          | 11 860 | 100,00 / 100,00 |      |
| Eleitorado/Participação | Eleitorado/Participação        | 23 973 | 49,47 / 100,00  | 5,76 |

#### Cabreiros e Passos São Julião
| Partido                 | Partido                        | Votos | %               | +/-   |
| ----------------------- | ------------------------------ | ----- | --------------- | ----- |
|                         | PSD-CDS-PPM                    | 681   | 46,01 / 100,00  | 7,87  |
|                         | Partido Socialista             | 642   | 43,38 / 100,00  | 10,90 |
|                         | Coligação Democrática Unitária | 71    | 4,80 / 100,00   | 1,10  |
|                         | Cidadania em Movimento         | 24    | 1,62 / 100,00   | Novo  |
|                         | PCTP/MRPP                      | 9     | 0,61 / 100,00   | -     |
| Votos Inválidos         | Votos Inválidos                | 53    | 3,58 / 100,00   | 1,50  |
| Total                   | Total                          | 1 480 | 100,00 / 100,00 |       |
| Eleitorado/Participação | Eleitorado/Participação        | 2 146 | 68,97 / 100,00  | 5,84  |

#### Celeirós, Aveleda e Vimieiro
| Partido                 | Partido                        | Votos | %               | +/-   |
| ----------------------- | ------------------------------ | ----- | --------------- | ----- |
|                         | PSD-CDS-PPM                    | 1 647 | 42,76 / 100,00  | 7,92  |
|                         | Partido Socialista             | 1 568 | 40,71 / 100,00  | 12,42 |
|                         | Coligação Democrática Unitária | 266   | 6,91 / 100,00   | 0,18  |
|                         | Cidadania em Movimento         | 123   | 3,19 / 100,00   | Novo  |
|                         | PCTP/MRPP                      | 48    | 1,25 / 100,00   | -     |
| Votos Inválidos         | Votos Inválidos                | 200   | 5,19 / 100,00   | 3,00  |
| Total                   | Total                          | 3 852 | 100,00 / 100,00 |       |
| Eleitorado/Participação | Eleitorado/Participação        | 5 968 | 64,54 / 100,00  | 5,45  |

#### Crespos e Pousada
| Partido                 | Partido                        | Votos | %               | +/-   |
| ----------------------- | ------------------------------ | ----- | --------------- | ----- |
|                         | PSD-CDS-PPM                    | 625   | 62,31 / 100,00  | 16,45 |
|                         | Partido Socialista             | 295   | 29,41 / 100,00  | 18,28 |
|                         | Cidadania em Movimento         | 21    | 2,09 / 100,00   | Novo  |
|                         | Coligação Democrática Unitária | 19    | 1,89 / 100,00   | 0,93  |
|                         | PCTP/MRPP                      | 3     | 0,30 / 100,00   | -     |
| Votos Inválidos         | Votos Inválidos                | 40    | 3,99 / 100,00   | 2,15  |
| Total                   | Total                          | 1 003 | 100,00 / 100,00 |       |
| Eleitorado/Participação | Eleitorado/Participação        | 1 371 | 73,16 / 100,00  | 1,89  |

#### Escudeiros e Penso
| Partido                 | Partido                        | Votos | %               | +/-   |
| ----------------------- | ------------------------------ | ----- | --------------- | ----- |
|                         | PSD-CDS-PPM                    | 714   | 57,26 / 100,00  | 15,54 |
|                         | Partido Socialista             | 416   | 33,36 / 100,00  | 19,12 |
|                         | Coligação Democrática Unitária | 44    | 3,53 / 100,00   | 1,17  |
|                         | Cidadania em Movimento         | 34    | 2,73 / 100,00   | Novo  |
|                         | PCTP/MRPP                      | 9     | 0,72 / 100,00   | -     |
| Votos Inválidos         | Votos Inválidos                | 30    | 2,40 / 100,00   | 0,87  |
| Total                   | Total                          | 1 247 | 100,00 / 100,00 |       |
| Eleitorado/Participação | Eleitorado/Participação        | 1 726 | 72,25 / 100,00  | 4,73  |

#### Espinho
| Partido                 | Partido                        | Votos | %               | +/-   |
| ----------------------- | ------------------------------ | ----- | --------------- | ----- |
|                         | PSD-CDS-PPM                    | 350   | 46,92 / 100,00  | 10,74 |
|                         | Partido Socialista             | 319   | 42,76 / 100,00  | 12,27 |
|                         | Coligação Democrática Unitária | 35    | 4,69 / 100,00   | 1,72  |
|                         | Cidadania em Movimento         | 8     | 1,07 / 100,00   | Novo  |
|                         | PCTP/MRPP                      | 8     | 1,07 / 100,00   | -     |
| Votos Inválidos         | Votos Inválidos                | 26    | 3,48 / 100,00   | 1,97  |
| Total                   | Total                          | 746   | 100,00 / 100,00 |       |
| Eleitorado/Participação | Eleitorado/Participação        | 1 159 | 64,37 / 100,00  | 5,15  |

#### Esporões
| Partido                 | Partido                        | Votos | %               | +/-   |
| ----------------------- | ------------------------------ | ----- | --------------- | ----- |
|                         | PSD-CDS-PPM                    | 511   | 46,79 / 100,00  | 8,21  |
|                         | Partido Socialista             | 451   | 41,30 / 100,00  | 12,84 |
|                         | Coligação Democrática Unitária | 38    | 3,48 / 100,00   | 1,81  |
|                         | Cidadania em Movimento         | 30    | 2,75 / 100,00   | Novo  |
|                         | PCTP/MRPP                      | 14    | 1,28 / 100,00   | -     |
| Votos Inválidos         | Votos Inválidos                | 48    | 4,40 / 100,00   | 2,22  |
| Total                   | Total                          | 1 092 | 100,00 / 100,00 |       |
| Eleitorado/Participação | Eleitorado/Participação        | 1 570 | 69,55 / 100,00  | 5,70  |

#### Este
| Partido                 | Partido                        | Votos | %               | +/-   |
| ----------------------- | ------------------------------ | ----- | --------------- | ----- |
|                         | PSD-CDS-PPM                    | 1 206 | 49,49 / 100,00  | 13,30 |
|                         | Partido Socialista             | 859   | 35,25 / 100,00  | 17,84 |
|                         | Coligação Democrática Unitária | 142   | 5,83 / 100,00   | 1,94  |
|                         | Cidadania em Movimento         | 81    | 3,32 / 100,00   | Novo  |
|                         | PCTP/MRPP                      | 27    | 1,11 / 100,00   | -     |
| Votos Inválidos         | Votos Inválidos                | 122   | 5,01 / 100,00   | 1,73  |
| Total                   | Total                          | 2 437 | 100,00 / 100,00 |       |
| Eleitorado/Participação | Eleitorado/Participação        | 3 571 | 68,24 / 100,00  | 4,21  |

#### Ferreiros e Gondizalves
| Partido                 | Partido                        | Votos | %               | +/-   |
| ----------------------- | ------------------------------ | ----- | --------------- | ----- |
|                         | PSD-CDS-PPM                    | 2 121 | 44,49 / 100,00  | 8,12  |
|                         | Partido Socialista             | 1 662 | 34,86 / 100,00  | 17,14 |
|                         | Coligação Democrática Unitária | 423   | 8,87 / 100,00   | 3,43  |
|                         | Cidadania em Movimento         | 219   | 4,59 / 100,00   | Novo  |
|                         | PCTP/MRPP                      | 82    | 1,72 / 100,00   | -     |
| Votos Inválidos         | Votos Inválidos                | 260   | 5,45 / 100,00   | 3,47  |
| Total                   | Total                          | 4 767 | 100,00 / 100,00 |       |
| Eleitorado/Participação | Eleitorado/Participação        | 7 907 | 60,29 / 100,00  | 5,38  |

#### Figueiredo
| Partido                 | Partido                        | Votos | %               | +/-   |
| ----------------------- | ------------------------------ | ----- | --------------- | ----- |
|                         | Partido Socialista             | 361   | 46,52 / 100,00  | 11,08 |
|                         | PSD-CDS-PPM                    | 343   | 44,20 / 100,00  | 7,79  |
|                         | Coligação Democrática Unitária | 28    | 3,61 / 100,00   | 1,21  |
|                         | PCTP/MRPP                      | 13    | 1,68 / 100,00   | -     |
|                         | Cidadania em Movimento         | 6     | 0,77 / 100,00   | Novo  |
| Votos Inválidos         | Votos Inválidos                | 25    | 3,22 / 100,00   | 1,54  |
| Total                   | Total                          | 776   | 100,00 / 100,00 |       |
| Eleitorado/Participação | Eleitorado/Participação        | 1 084 | 71,59 / 100,00  | 4,18  |

#### Gualtar
| Partido                 | Partido                        | Votos | %               | +/-   |
| ----------------------- | ------------------------------ | ----- | --------------- | ----- |
|                         | PSD-CDS-PPM                    | 1 270 | 44,27 / 100,00  | 3,68  |
|                         | Partido Socialista             | 991   | 34,54 / 100,00  | 12,29 |
|                         | Coligação Democrática Unitária | 238   | 8,30 / 100,00   | 2,32  |
|                         | Cidadania em Movimento         | 180   | 6,27 / 100,00   | Novo  |
|                         | PCTP/MRPP                      | 22    | 0,77 / 100,00   | -     |
| Votos Inválidos         | Votos Inválidos                | 168   | 5,85 / 100,00   | 3,70  |
| Total                   | Total                          | 2 869 | 100,00 / 100,00 |       |
| Eleitorado/Participação | Eleitorado/Participação        | 4 492 | 63,87 / 100,00  | 7,71  |

#### Guisande e Oliveira
| Partido                 | Partido                        | Votos | %               | +/-   |
| ----------------------- | ------------------------------ | ----- | --------------- | ----- |
|                         | PSD-CDS-PPM                    | 427   | 57,70 / 100,00  | 13,85 |
|                         | Partido Socialista             | 240   | 32,43 / 100,00  | 16,00 |
|                         | Cidadania em Movimento         | 25    | 3,38 / 100,00   | Novo  |
|                         | Coligação Democrática Unitária | 20    | 2,70 / 100,00   | 0,05  |
|                         | PCTP/MRPP                      | 3     | 0,41 / 100,00   | -     |
| Votos Inválidos         | Votos Inválidos                | 25    | 3,38 / 100,00   | 0,76  |
| Total                   | Total                          | 740   | 100,00 / 100,00 |       |
| Eleitorado/Participação | Eleitorado/Participação        | 920   | 80,43 / 100,00  | 2,79  |

#### Lamas
| Partido                 | Partido                        | Votos | %               | +/-   |
| ----------------------- | ------------------------------ | ----- | --------------- | ----- |
|                         | Partido Socialista             | 229   | 46,64 / 100,00  | 13,74 |
|                         | PSD-CDS-PPM                    | 215   | 43,79 / 100,00  | 7,10  |
|                         | Coligação Democrática Unitária | 23    | 4,68 / 100,00   | 4,05  |
|                         | Cidadania em Movimento         | 10    | 2,04 / 100,00   | Novo  |
|                         | PCTP/MRPP                      | 2     | 0,41 / 100,00   | -     |
| Votos Inválidos         | Votos Inválidos                | 12    | 2,45 / 100,00   | 1,19  |
| Total                   | Total                          | 491   | 100,00 / 100,00 |       |
| Eleitorado/Participação | Eleitorado/Participação        | 659   | 74,51 / 100,00  | 5,79  |

#### Lomar e Arcos
| Partido                 | Partido                        | Votos | %               | +/-   |
| ----------------------- | ------------------------------ | ----- | --------------- | ----- |
|                         | PSD-CDS-PPM                    | 1 655 | 48,58 / 100,00  | 6,00  |
|                         | Partido Socialista             | 1 114 | 32,70 / 100,00  | 13,37 |
|                         | Coligação Democrática Unitária | 279   | 8,19 / 100,00   | 1,89  |
|                         | Cidadania em Movimento         | 141   | 4,14 / 100,00   | Novo  |
|                         | PCTP/MRPP                      | 60    | 1,76 / 100,00   | -     |
| Votos Inválidos         | Votos Inválidos                | 158   | 4,64 / 100,00   | 2,96  |
| Total                   | Total                          | 3 407 | 100,00 / 100,00 |       |
| Eleitorado/Participação | Eleitorado/Participação        | 5 676 | 60,02 / 100,00  | 5,83  |

#### Merelim São Paio, Panoias e Parada de Tibães
| Partido                 | Partido                        | Votos | %               | +/-   |
| ----------------------- | ------------------------------ | ----- | --------------- | ----- |
|                         | PSD-CDS-PPM                    | 1 064 | 38,33 / 100,00  | 5,24  |
|                         | Partido Socialista             | 916   | 33,00 / 100,00  | 17,19 |
|                         | Coligação Democrática Unitária | 491   | 17,69 / 100,00  | 5,70  |
|                         | Cidadania em Movimento         | 88    | 3,17 / 100,00   | Novo  |
|                         | PCTP/MRPP                      | 82    | 2,95 / 100,00   | -     |
| Votos Inválidos         | Votos Inválidos                | 135   | 4,86 / 100,00   | 3,16  |
| Total                   | Total                          | 2 776 | 100,00 / 100,00 |       |
| Eleitorado/Participação | Eleitorado/Participação        | 4 332 | 64,08 / 100,00  | 5,29  |

#### Merelim São Pedro e Frossos
| Partido                 | Partido                        | Votos | %               | +/-   |
| ----------------------- | ------------------------------ | ----- | --------------- | ----- |
|                         | PSD-CDS-PPM                    | 1 258 | 51,35 / 100,00  | 9,27  |
|                         | Partido Socialista             | 771   | 31,47 / 100,00  | 15,78 |
|                         | Coligação Democrática Unitária | 190   | 7,76 / 100,00   | 2,76  |
|                         | Cidadania em Movimento         | 104   | 4,24 / 100,00   | Novo  |
|                         | PCTP/MRPP                      | 17    | 0,69 / 100,00   | -     |
| Votos Inválidos         | Votos Inválidos                | 110   | 4,49 / 100,00   | 2,41  |
| Total                   | Total                          | 2 450 | 100,00 / 100,00 |       |
| Eleitorado/Participação | Eleitorado/Participação        | 3 600 | 68,06 / 100,00  | 6,04  |

#### Mire de Tibães
| Partido                 | Partido                        | Votos | %               | +/-   |
| ----------------------- | ------------------------------ | ----- | --------------- | ----- |
|                         | PSD-CDS-PPM                    | 780   | 51,15 / 100,00  | 12,57 |
|                         | Partido Socialista             | 498   | 32,66 / 100,00  | 17,92 |
|                         | Coligação Democrática Unitária | 124   | 8,13 / 100,00   | 2,42  |
|                         | Cidadania em Movimento         | 42    | 2,75 / 100,00   | Novo  |
|                         | PCTP/MRPP                      | 22    | 1,44 / 100,00   | -     |
| Votos Inválidos         | Votos Inválidos                | 59    | 3,87 / 100,00   | 1,94  |
| Total                   | Total                          | 1 525 | 100,00 / 100,00 |       |
| Eleitorado/Participação | Eleitorado/Participação        | 2 244 | 67,96 / 100,00  | 4,04  |

#### Morreira e Trandeiras
| Partido                 | Partido                        | Votos | %               | +/-   |
| ----------------------- | ------------------------------ | ----- | --------------- | ----- |
|                         | PSD-CDS-PPM                    | 495   | 50,56 / 100,00  | 8,31  |
|                         | Partido Socialista             | 385   | 39,33 / 100,00  | 13,56 |
|                         | Coligação Democrática Unitária | 35    | 3,58 / 100,00   | 1,47  |
|                         | Cidadania em Movimento         | 16    | 1,63 / 100,00   | Novo  |
|                         | PCTP/MRPP                      | 7     | 0,72 / 100,00   | -     |
| Votos Inválidos         | Votos Inválidos                | 41    | 4,19 / 100,00   | 3,18  |
| Total                   | Total                          | 979   | 100,00 / 100,00 |       |
| Eleitorado/Participação | Eleitorado/Participação        | 1 335 | 73,33 / 100,00  | 2,86  |

#### Nogueira, Fraião e Lamaçães
| Partido                 | Partido                        | Votos  | %               | +/-   |
| ----------------------- | ------------------------------ | ------ | --------------- | ----- |
|                         | PSD-CDS-PPM                    | 3 592  | 49,27 / 100,00  | 3,71  |
|                         | Partido Socialista             | 2 069  | 28,38 / 100,00  | 14,57 |
|                         | Coligação Democrática Unitária | 610    | 8,37 / 100,00   | 3,73  |
|                         | Cidadania em Movimento         | 504    | 6,91 / 100,00   | Novo  |
|                         | PCTP/MRPP                      | 82     | 1,12 / 100,00   | -     |
| Votos Inválidos         | Votos Inválidos                | 433    | 5,94 / 100,00   | 3,84  |
| Total                   | Total                          | 7 290  | 100,00 / 100,00 |       |
| Eleitorado/Participação | Eleitorado/Participação        | 11 904 | 61,24 / 100,00  | 7,26  |

#### Nogueiró e Tenões
| Partido                 | Partido                        | Votos | %               | +/-  |
| ----------------------- | ------------------------------ | ----- | --------------- | ---- |
|                         | PSD-CDS-PPM                    | 1 191 | 47,81 / 100,00  | 0,48 |
|                         | Partido Socialista             | 657   | 26,37 / 100,00  | 8,79 |
|                         | Cidadania em Movimento         | 237   | 9,51 / 100,00   | Novo |
|                         | Coligação Democrática Unitária | 233   | 9,35 / 100,00   | 0,96 |
|                         | PCTP/MRPP                      | 22    | 0,88 / 100,00   | -    |
| Votos Inválidos         | Votos Inválidos                | 151   | 6,07 / 100,00   | 3,52 |
| Total                   | Total                          | 2 491 | 100,00 / 100,00 |      |
| Eleitorado/Participação | Eleitorado/Participação        | 4 022 | 61,93 / 100,00  | 4,21 |

#### Padim da Graça
| Partido                 | Partido                        | Votos | %               | +/-  |
| ----------------------- | ------------------------------ | ----- | --------------- | ---- |
|                         | PSD-CDS-PPM                    | 498   | 45,52 / 100,00  | 5,75 |
|                         | Partido Socialista             | 469   | 42,87 / 100,00  | 8,52 |
|                         | Coligação Democrática Unitária | 63    | 5,76 / 100,00   | 0,91 |
|                         | Cidadania em Movimento         | 18    | 1,65 / 100,00   | Novo |
|                         | PCTP/MRPP                      | 11    | 1,01 / 100,00   | -    |
| Votos Inválidos         | Votos Inválidos                | 35    | 3,20 / 100,00   | 1,72 |
| Total                   | Total                          | 1 094 | 100,00 / 100,00 |      |
| Eleitorado/Participação | Eleitorado/Participação        | 1 543 | 70,90 / 100,00  | 6,34 |

#### Palmeira
| Partido                 | Partido                        | Votos | %               | +/-   |
| ----------------------- | ------------------------------ | ----- | --------------- | ----- |
|                         | PSD-CDS-PPM                    | 1 456 | 49,85 / 100,00  | 5,51  |
|                         | Partido Socialista             | 888   | 30,40 / 100,00  | 13,97 |
|                         | Cidadania em Movimento         | 198   | 6,78 / 100,00   | Novo  |
|                         | Coligação Democrática Unitária | 191   | 6,54 / 100,00   | 2,09  |
|                         | PCTP/MRPP                      | 53    | 1,81 / 100,00   | -     |
| Votos Inválidos         | Votos Inválidos                | 135   | 4,62 / 100,00   | 2,17  |
| Total                   | Total                          | 2 921 | 100,00 / 100,00 |       |
| Eleitorado/Participação | Eleitorado/Participação        | 4 993 | 58,50 / 100,00  | 4,30  |

#### Pedralva
| Partido                 | Partido                        | Votos | %               | +/-   |
| ----------------------- | ------------------------------ | ----- | --------------- | ----- |
|                         | PSD-CDS-PPM                    | 338   | 49,63 / 100,00  | 11,04 |
|                         | Partido Socialista             | 283   | 41,56 / 100,00  | 13,77 |
|                         | Coligação Democrática Unitária | 32    | 4,70 / 100,00   | 1,38  |
|                         | PCTP/MRPP                      | 5     | 0,73 / 100,00   | -     |
|                         | Cidadania em Movimento         | 3     | 0,44 / 100,00   | Novo  |
| Votos Inválidos         | Votos Inválidos                | 20    | 2,94 / 100,00   | 1,14  |
| Total                   | Total                          | 681   | 100,00 / 100,00 |       |
| Eleitorado/Participação | Eleitorado/Participação        | 1 138 | 59,84 / 100,00  | 3,41  |

#### Priscos
| Partido                 | Partido                        | Votos | %               | +/-  |
| ----------------------- | ------------------------------ | ----- | --------------- | ---- |
|                         | PSD-CDS-PPM                    | 545   | 62,36 / 100,00  | 2,85 |
|                         | Partido Socialista             | 240   | 27,46 / 100,00  | 8,02 |
|                         | Coligação Democrática Unitária | 35    | 4,00 / 100,00   | 1,66 |
|                         | Cidadania em Movimento         | 13    | 1,49 / 100,00   | Novo |
|                         | PCTP/MRPP                      | 5     | 0,57 / 100,00   | -    |
| Votos Inválidos         | Votos Inválidos                | 36    | 4,12 / 100,00   | 2,67 |
| Total                   | Total                          | 874   | 100,00 / 100,00 |      |
| Eleitorado/Participação | Eleitorado/Participação        | 1 218 | 71,76 / 100,00  | 1,57 |

#### Real, Dume e Semelhe
| Partido                 | Partido                        | Votos | %               | +/-   |
| ----------------------- | ------------------------------ | ----- | --------------- | ----- |
|                         | PSD-CDS-PPM                    | 2 361 | 40,64 / 100,00  | 2,93  |
|                         | Partido Socialista             | 2 096 | 36,08 / 100,00  | 11,52 |
|                         | Coligação Democrática Unitária | 637   | 10,96 / 100,00  | 3,61  |
|                         | Cidadania em Movimento         | 299   | 5,15 / 100,00   | Novo  |
|                         | PCTP/MRPP                      | 93    | 1,60 / 100,00   | -     |
| Votos Inválidos         | Votos Inválidos                | 324   | 5,58 / 100,00   | 3,13  |
| Total                   | Total                          | 5 810 | 100,00 / 100,00 |       |
| Eleitorado/Participação | Eleitorado/Participação        | 9 870 | 58,87 / 100,00  | 6,67  |

#### Ruilhe
| Partido                 | Partido                        | Votos | %               | +/-  |
| ----------------------- | ------------------------------ | ----- | --------------- | ---- |
|                         | PSD-CDS-PPM                    | 318   | 43,32 / 100,00  | 4,40 |
|                         | Partido Socialista             | 284   | 38,69 / 100,00  | 9,14 |
|                         | Coligação Democrática Unitária | 72    | 9,81 / 100,00   | 2,82 |
|                         | Cidadania em Movimento         | 11    | 1,50 / 100,00   | Novo |
|                         | PCTP/MRPP                      | 8     | 1,09 / 100,00   | -    |
| Votos Inválidos         | Votos Inválidos                | 41    | 5,58 / 100,00   | 3,18 |
| Total                   | Total                          | 734   | 100,00 / 100,00 |      |
| Eleitorado/Participação | Eleitorado/Participação        | 1 073 | 68,41 / 100,00  | 6,70 |

#### Santa Lucrécia de Algeriz e Navarra
| Partido                 | Partido                        | Votos | %               | +/-   |
| ----------------------- | ------------------------------ | ----- | --------------- | ----- |
|                         | PSD-CDS-PPM                    | 315   | 46,88 / 100,00  | 8,34  |
|                         | Partido Socialista             | 260   | 38,69 / 100,00  | 10,96 |
|                         | Coligação Democrática Unitária | 35    | 5,21 / 100,00   | 3,52  |
|                         | Cidadania em Movimento         | 21    | 3,13 / 100,00   | Novo  |
|                         | PCTP/MRPP                      | 7     | 1,04 / 100,00   | -     |
| Votos Inválidos         | Votos Inválidos                | 34    | 5,06 / 100,00   | 2,67  |
| Total                   | Total                          | 672   | 100,00 / 100,00 |       |
| Eleitorado/Participação | Eleitorado/Participação        | 943   | 71,26 / 100,00  | 5,27  |

#### Sequeira
| Partido                 | Partido                        | Votos | %               | +/-   |
| ----------------------- | ------------------------------ | ----- | --------------- | ----- |
|                         | PSD-CDS-PPM                    | 504   | 42,39 / 100,00  | 4,63  |
|                         | Partido Socialista             | 472   | 39,70 / 100,00  | 12,51 |
|                         | Coligação Democrática Unitária | 90    | 7,57 / 100,00   | 4,01  |
|                         | Cidadania em Movimento         | 33    | 2,78 / 100,00   | Novo  |
|                         | PCTP/MRPP                      | 16    | 1,35 / 100,00   | -     |
| Votos Inválidos         | Votos Inválidos                | 74    | 6,22 / 100,00   | 3,53  |
| Total                   | Total                          | 1 189 | 100,00 / 100,00 |       |
| Eleitorado/Participação | Eleitorado/Participação        | 1 805 | 65,87 / 100,00  | 5,81  |

#### Sobreposta
| Partido                 | Partido                        | Votos | %               | +/-   |
| ----------------------- | ------------------------------ | ----- | --------------- | ----- |
|                         | PSD-CDS-PPM                    | 401   | 55,85 / 100,00  | 8,66  |
|                         | Partido Socialista             | 208   | 28,97 / 100,00  | 17,29 |
|                         | Coligação Democrática Unitária | 36    | 5,01 / 100,00   | 1,53  |
|                         | Cidadania em Movimento         | 29    | 4,04 / 100,00   | Novo  |
|                         | PCTP/MRPP                      | 10    | 1,39 / 100,00   | -     |
| Votos Inválidos         | Votos Inválidos                | 34    | 4,73 / 100,00   | 3,67  |
| Total                   | Total                          | 718   | 100,00 / 100,00 |       |
| Eleitorado/Participação | Eleitorado/Participação        | 1 207 | 59,49 / 100,00  | 7,06  |

#### Tadim
| Partido                 | Partido                        | Votos | %               | +/-  |
| ----------------------- | ------------------------------ | ----- | --------------- | ---- |
|                         | Partido Socialista             | 294   | 42,49 / 100,00  | 9,46 |
|                         | PSD-CDS-PPM                    | 284   | 41,04 / 100,00  | 4,53 |
|                         | Coligação Democrática Unitária | 40    | 5,78 / 100,00   | 1,87 |
|                         | Cidadania em Movimento         | 24    | 3,47 / 100,00   | Novo |
|                         | PCTP/MRPP                      | 8     | 1,16 / 100,00   | -    |
| Votos Inválidos         | Votos Inválidos                | 42    | 6,07 / 100,00   | 4,19 |
| Total                   | Total                          | 692   | 100,00 / 100,00 |      |
| Eleitorado/Participação | Eleitorado/Participação        | 963   | 71,86 / 100,00  | 5,92 |

#### Tebosa
| Partido                 | Partido                        | Votos | %               | +/-   |
| ----------------------- | ------------------------------ | ----- | --------------- | ----- |
|                         | PSD-CDS-PPM                    | 328   | 46,59 / 100,00  | 20,74 |
|                         | Partido Socialista             | 316   | 44,89 / 100,00  | 23,58 |
|                         | Coligação Democrática Unitária | 39    | 5,54 / 100,00   | 1,89  |
|                         | Cidadania em Movimento         | 7     | 0,99 / 100,00   | Novo  |
|                         | PCTP/MRPP                      | 1     | 0,14 / 100,00   | -     |
| Votos Inválidos         | Votos Inválidos                | 13    | 1,85 / 100,00   | 0,63  |
| Total                   | Total                          | 704   | 100,00 / 100,00 |       |
| Eleitorado/Participação | Eleitorado/Participação        | 961   | 73,26 / 100,00  | 4,94  |

#### Vilaça e Fradelos
| Partido                 | Partido                        | Votos | %               | +/-  |
| ----------------------- | ------------------------------ | ----- | --------------- | ---- |
|                         | PSD-CDS-PPM                    | 619   | 53,97 / 100,00  | 4,91 |
|                         | Partido Socialista             | 405   | 35,31 / 100,00  | 9,39 |
|                         | Coligação Democrática Unitária | 33    | 2,88 / 100,00   | 0,16 |
|                         | Cidadania em Movimento         | 24    | 2,09 / 100,00   | Novo |
|                         | PCTP/MRPP                      | 6     | 0,52 / 100,00   | -    |
| Votos Inválidos         | Votos Inválidos                | 60    | 5,23 / 100,00   | 3,42 |
| Total                   | Total                          | 1 147 | 100,00 / 100,00 |      |
| Eleitorado/Participação | Eleitorado/Participação        | 1 475 | 77,76 / 100,00  | 2,89 |

### Assembleia Municipal
| Freguesia                                          | %             | %     | %     | %     | Votantes |
| Freguesia                                          | PSD- CDS- PPM | PS    | CDU   | CM    | Votantes |
| -------------------------------------------------- | ------------- | ----- | ----- | ----- | -------- |
| Adaúfe                                             | 49,59         | 32,51 | 9,22  | 4,16  | 2 190    |
| Arentim e Cunha                                    | 46,41         | 39,75 | 5,32  | 3,46  | 1 127    |
| Braga (Maximinos, Sé e Cividade)                   | 38,15         | 30,82 | 15,70 | 9,28  | 7 504    |
| Braga (São José de São Lázaro e São João do Souto) | 41,89         | 30,49 | 12,88 | 9,49  | 7 081    |
| Braga (São Vicente)                                | 40,15         | 27,77 | 15,18 | 10,59 | 6 003    |
| Braga (São Victor)                                 | 44,08         | 27,57 | 12,75 | 10,10 | 11 862   |
| Cabreiros e Passos (São Julião)                    | 42,70         | 44,86 | 5,54  | 2,23  | 1 480    |
| Celeirós, Aveleda e Vimieiro                       | 38,86         | 41,87 | 9,45  | 4,00  | 3 852    |
| Crespos e Pousada                                  | 60,12         | 29,81 | 3,09  | 2,39  | 1 003    |
| Escudeiros e Penso (Santo Estêvão e São Vicente)   | 53,89         | 35,53 | 4,01  | 3,45  | 1 247    |
| Espinho                                            | 43,70         | 42,90 | 6,70  | 2,41  | 746      |
| Esporões                                           | 42,31         | 41,76 | 6,32  | 3,94  | 1 092    |
| Este (São Pedro e São Mamede)                      | 46,86         | 34,80 | 8,21  | 4,19  | 2 437    |
| Ferreiros e Gondizalves                            | 38,45         | 37,42 | 11,54 | 6,25  | 4 767    |
| Figueiredo                                         | 40,21         | 47,55 | 5,67  | 2,06  | 776      |
| Gualtar                                            | 41,07         | 35,29 | 9,76  | 7,85  | 2 868    |
| Guisande e Oliveira (São Pedro)                    | 53,38         | 34,32 | 4,46  | 3,65  | 740      |
| Lamas                                              | 39,71         | 48,88 | 4,89  | 3,46  | 491      |
| Lomar e Arcos                                      | 44,23         | 33,08 | 11,56 | 5,78  | 3 407    |
| Merelim (São Paio), Panoias e Parada de Tibães     | 32,79         | 33,33 | 24,00 | 4,40  | 2 775    |
| Merelim (São Pedro) e Frossos                      | 46,86         | 31,51 | 9,80  | 6,49  | 2 450    |
| Mire de Tibães                                     | 47,08         | 33,57 | 11,21 | 3,93  | 1 525    |
| Morreira e Trandeiras                              | 48,67         | 40,08 | 4,81  | 2,15  | 978      |
| Nogueira, Fraião e Lamaçães                        | 44,20         | 28,44 | 10,54 | 9,38  | 7 289    |
| Nogueiró e Tenões                                  | 43,20         | 25,93 | 11,96 | 12,44 | 2 491    |
| Padim da Graça                                     | 40,86         | 43,88 | 9,05  | 2,38  | 1 094    |
| Palmeira                                           | 45,91         | 30,37 | 9,93  | 8,52  | 2 921    |
| Pedralva                                           | 45,23         | 45,08 | 5,14  | 1,17  | 681      |
| Priscos                                            | 59,27         | 28,15 | 5,26  | 2,97  | 874      |
| Real, Dume e Semelhe                               | 36,52         | 36,63 | 13,82 | 6,75  | 5 810    |
| Ruilhe                                             | 39,92         | 39,24 | 11,58 | 3,13  | 734      |
| Santa Lucrécia de Algeriz e Navarra                | 42,86         | 41,52 | 6,85  | 4,02  | 672      |
| Sequeira                                           | 37,93         | 41,13 | 9,34  | 3,20  | 1 189    |
| Sobreposta                                         | 52,23         | 30,50 | 6,82  | 4,87  | 718      |
| Tadim                                              | 32,80         | 47,25 | 8,82  | 4,34  | 692      |
| Tebosa                                             | 42,76         | 47,30 | 6,82  | 0,85  | 704      |
| Vilaça e Fradelos                                  | 50,48         | 37,31 | 4,80  | 2,09  | 1 147    |
| Braga                                              | 42,58         | 33,25 | 11,39 | 7,09  | 95 417   |

#### Adaúfe
| Partido                 | Partido                        | Votos | %               | +/-   |
| ----------------------- | ------------------------------ | ----- | --------------- | ----- |
|                         | PSD-CDS-PPM                    | 1 086 | 49,59 / 100,00  | 11,58 |
|                         | Partido Socialista             | 712   | 32,51 / 100,00  | 15,97 |
|                         | Coligação Democrática Unitária | 202   | 9,22 / 100,00   | 3,78  |
|                         | Cidadania em Movimento         | 91    | 4,16 / 100,00   | Novo  |
| Votos Inválidos         | Votos Inválidos                | 99    | 4,52 / 100,00   | 2,33  |
| Total                   | Total                          | 2 190 | 100,00 / 100,00 |       |
| Eleitorado/Participação | Eleitorado/Participação        | 3 721 | 58,86 / 100,00  | 0,87  |

#### Arentim e Cunha
| Partido                 | Partido                        | Votos | %               | +/-   |
| ----------------------- | ------------------------------ | ----- | --------------- | ----- |
|                         | PSD-CDS-PPM                    | 523   | 46,41 / 100,00  | 11,38 |
|                         | Partido Socialista             | 448   | 39,75 / 100,00  | 18,03 |
|                         | Coligação Democrática Unitária | 60    | 5,32 / 100,00   | 3,06  |
|                         | Cidadania em Movimento         | 39    | 3,46 / 100,00   | Novo  |
| Votos Inválidos         | Votos Inválidos                | 57    | 5,06 / 100,00   | 3,55  |
| Total                   | Total                          | 1 127 | 100,00 / 100,00 |       |
| Eleitorado/Participação | Eleitorado/Participação        | 1 416 | 79,59 / 100,00  | 1,44  |

#### Braga (Maximinos, Sé e Cividade)
| Partido                 | Partido                        | Votos  | %               | +/-  |
| ----------------------- | ------------------------------ | ------ | --------------- | ---- |
|                         | PSD-CDS-PPM                    | 2 863  | 38,15 / 100,00  | 1,99 |
|                         | Partido Socialista             | 2 313  | 30,82 / 100,00  | 4,38 |
|                         | Coligação Democrática Unitária | 1 178  | 15,70 / 100,00  | 3,23 |
|                         | Cidadania em Movimento         | 696    | 9,28 / 100,00   | Novo |
| Votos Inválidos         | Votos Inválidos                | 454    | 6,05 / 100,00   | 3,08 |
| Total                   | Total                          | 7 504  | 100,00 / 100,00 |      |
| Eleitorado/Participação | Eleitorado/Participação        | 13 453 | 55,78 / 100,00  | 5,99 |

#### Braga (São José de São Lázaro e São João do Souto)
| Partido                 | Partido                        | Votos  | %               | +/-  |
| ----------------------- | ------------------------------ | ------ | --------------- | ---- |
|                         | PSD-CDS-PPM                    | 2 966  | 41,89 / 100,00  | 3,58 |
|                         | Partido Socialista             | 2 159  | 30,49 / 100,00  | 3,89 |
|                         | Coligação Democrática Unitária | 912    | 12,88 / 100,00  | 4,16 |
|                         | Cidadania em Movimento         | 672    | 9,49 / 100,00   | Novo |
| Votos Inválidos         | Votos Inválidos                | 372    | 5,25 / 100,00   | 2,39 |
| Total                   | Total                          | 7 081  | 100,00 / 100,00 |      |
| Eleitorado/Participação | Eleitorado/Participação        | 13 048 | 54,27 / 100,00  | 6,18 |

#### Braga (São Vicente)
| Partido                 | Partido                        | Votos  | %               | +/-   |
| ----------------------- | ------------------------------ | ------ | --------------- | ----- |
|                         | PSD-CDS-PPM                    | 2 410  | 40,15 / 100,00  | 3,33  |
|                         | Partido Socialista             | 1 667  | 27,77 / 100,00  | 12,34 |
|                         | Coligação Democrática Unitária | 911    | 15,18 / 100,00  | 7,52  |
|                         | Cidadania em Movimento         | 636    | 10,59 / 100,00  | Novo  |
| Votos Inválidos         | Votos Inválidos                | 379    | 6,31 / 100,00   | 4,12  |
| Total                   | Total                          | 6 003  | 100,00 / 100,00 |       |
| Eleitorado/Participação | Eleitorado/Participação        | 10 827 | 55,44 / 100,00  | 2,60  |

#### Braga (São Victor)
| Partido                 | Partido                        | Votos  | %               | +/-  |
| ----------------------- | ------------------------------ | ------ | --------------- | ---- |
|                         | PSD-CDS-PPM                    | 5 229  | 44,08 / 100,00  | 2,57 |
|                         | Partido Socialista             | 3 270  | 27,57 / 100,00  | 3,70 |
|                         | Coligação Democrática Unitária | 1 512  | 12,75 / 100,00  | 3,33 |
|                         | Cidadania em Movimento         | 1 198  | 10,10 / 100,00  | Novo |
| Votos Inválidos         | Votos Inválidos                | 653    | 5,50 / 100,00   | 2,48 |
| Total                   | Total                          | 11 862 | 100,00 / 100,00 |      |
| Eleitorado/Participação | Eleitorado/Participação        | 23 973 | 49,48 / 100,00  | 5,75 |

#### Cabreiros e Passos São Julião
| Partido                 | Partido                        | Votos | %               | +/-  |
| ----------------------- | ------------------------------ | ----- | --------------- | ---- |
|                         | Partido Socialista             | 664   | 44,86 / 100,00  | 7,22 |
|                         | PSD-CDS-PPM                    | 632   | 42,70 / 100,00  | 3,70 |
|                         | Coligação Democrática Unitária | 82    | 5,54 / 100,00   | 1,37 |
|                         | Cidadania em Movimento         | 33    | 2,23 / 100,00   | Novo |
| Votos Inválidos         | Votos Inválidos                | 69    | 4,67 / 100,00   | 2,35 |
| Total                   | Total                          | 1 480 | 100,00 / 100,00 |      |
| Eleitorado/Participação | Eleitorado/Participação        | 2 146 | 68,97 / 100,00  | 5,84 |

#### Celeirós, Aveleda e Vimieiro
| Partido                 | Partido                        | Votos | %               | +/-  |
| ----------------------- | ------------------------------ | ----- | --------------- | ---- |
|                         | Partido Socialista             | 1 613 | 41,87 / 100,00  | 9,61 |
|                         | PSD-CDS-PPM                    | 1 497 | 38,86 / 100,00  | 6,11 |
|                         | Coligação Democrática Unitária | 364   | 9,45 / 100,00   | 1,85 |
|                         | Cidadania em Movimento         | 154   | 4,00 / 100,00   | Novo |
| Votos Inválidos         | Votos Inválidos                | 224   | 5,81 / 100,00   | 2,87 |
| Total                   | Total                          | 3 852 | 100,00 / 100,00 |      |
| Eleitorado/Participação | Eleitorado/Participação        | 5 968 | 64,54 / 100,00  | 5,45 |

#### Crespos e Pousada
| Partido                 | Partido                        | Votos | %               | +/-   |
| ----------------------- | ------------------------------ | ----- | --------------- | ----- |
|                         | PSD-CDS-PPM                    | 603   | 60,12 / 100,00  | 14,55 |
|                         | Partido Socialista             | 299   | 29,81 / 100,00  | 17,01 |
|                         | Coligação Democrática Unitária | 31    | 3,09 / 100,00   | 1,55  |
|                         | Cidadania em Movimento         | 24    | 2,39 / 100,00   | Novo  |
| Votos Inválidos         | Votos Inválidos                | 46    | 4,59 / 100,00   | 3,53  |
| Total                   | Total                          | 1 003 | 100,00 / 100,00 |       |
| Eleitorado/Participação | Eleitorado/Participação        | 1 371 | 73,16 / 100,00  | 1,89  |

#### Escudeiros e Penso
| Partido                 | Partido                        | Votos | %               | +/-   |
| ----------------------- | ------------------------------ | ----- | --------------- | ----- |
|                         | PSD-CDS-PPM                    | 672   | 53,89 / 100,00  | 11,94 |
|                         | Partido Socialista             | 443   | 35,53 / 100,00  | 13,90 |
|                         | Coligação Democrática Unitária | 50    | 4,01 / 100,00   | 1,04  |
|                         | Cidadania em Movimento         | 43    | 3,45 / 100,00   | Novo  |
| Votos Inválidos         | Votos Inválidos                | 39    | 3,12 / 100,00   | 0,87  |
| Total                   | Total                          | 1 247 | 100,00 / 100,00 |       |
| Eleitorado/Participação | Eleitorado/Participação        | 1 726 | 72,25 / 100,00  | 4,73  |

#### Espinho
| Partido                 | Partido                        | Votos | %               | +/-  |
| ----------------------- | ------------------------------ | ----- | --------------- | ---- |
|                         | PSD-CDS-PPM                    | 326   | 43,70 / 100,00  | 7,27 |
|                         | Partido Socialista             | 320   | 42,90 / 100,00  | 9,61 |
|                         | Coligação Democrática Unitária | 50    | 6,70 / 100,00   | 1,47 |
|                         | Cidadania em Movimento         | 18    | 2,41 / 100,00   | Novo |
| Votos Inválidos         | Votos Inválidos                | 32    | 4,29 / 100,00   | 2,78 |
| Total                   | Total                          | 746   | 100,00 / 100,00 |      |
| Eleitorado/Participação | Eleitorado/Participação        | 1 159 | 64,37 / 100,00  | 5,15 |

#### Esporões
| Partido                 | Partido                        | Votos | %               | +/-  |
| ----------------------- | ------------------------------ | ----- | --------------- | ---- |
|                         | PSD-CDS-PPM                    | 462   | 42,31 / 100,00  | 3,48 |
|                         | Partido Socialista             | 456   | 41,76 / 100,00  | 9,29 |
|                         | Coligação Democrática Unitária | 69    | 6,32 / 100,00   | 3,12 |
|                         | Cidadania em Movimento         | 43    | 3,94 / 100,00   | Novo |
| Votos Inválidos         | Votos Inválidos                | 62    | 5,67 / 100,00   | 3,41 |
| Total                   | Total                          | 1 092 | 100,00 / 100,00 |      |
| Eleitorado/Participação | Eleitorado/Participação        | 1 570 | 69,55 / 100,00  | 5,70 |

#### Este
| Partido                 | Partido                        | Votos | %               | +/-   |
| ----------------------- | ------------------------------ | ----- | --------------- | ----- |
|                         | PSD-CDS-PPM                    | 1 142 | 46,86 / 100,00  | 10,43 |
|                         | Partido Socialista             | 848   | 34,80 / 100,00  | 15,61 |
|                         | Coligação Democrática Unitária | 200   | 8,21 / 100,00   | 2,89  |
|                         | Cidadania em Movimento         | 102   | 4,19 / 100,00   | Novo  |
| Votos Inválidos         | Votos Inválidos                | 145   | 5,95 / 100,00   | 2,39  |
| Total                   | Total                          | 2 437 | 100,00 / 100,00 |       |
| Eleitorado/Participação | Eleitorado/Participação        | 3 571 | 68,24 / 100,00  | 4,21  |

#### Ferreiros e Gondizalves
| Partido                 | Partido                        | Votos | %               | +/-   |
| ----------------------- | ------------------------------ | ----- | --------------- | ----- |
|                         | PSD-CDS-PPM                    | 1 833 | 38,45 / 100,00  | 3,93  |
|                         | Partido Socialista             | 1 784 | 37,42 / 100,00  | 13,22 |
|                         | Coligação Democrática Unitária | 550   | 11,54 / 100,00  | 4,85  |
|                         | Cidadania em Movimento         | 298   | 6,25 / 100,00   | Novo  |
| Votos Inválidos         | Votos Inválidos                | 302   | 6,34 / 100,00   | 4,15  |
| Total                   | Total                          | 4 767 | 100,00 / 100,00 |       |
| Eleitorado/Participação | Eleitorado/Participação        | 7 907 | 60,29 / 100,00  | 5,38  |

#### Figueiredo
| Partido                 | Partido                        | Votos | %               | +/-  |
| ----------------------- | ------------------------------ | ----- | --------------- | ---- |
|                         | Partido Socialista             | 369   | 47,55 / 100,00  | 6,34 |
|                         | PSD-CDS-PPM                    | 312   | 40,21 / 100,00  | 4,16 |
|                         | Coligação Democrática Unitária | 44    | 5,67 / 100,00   | 2,56 |
|                         | Cidadania em Movimento         | 16    | 2,06 / 100,00   | Novo |
| Votos Inválidos         | Votos Inválidos                | 35    | 4,51 / 100,00   | 1,19 |
| Total                   | Total                          | 776   | 100,00 / 100,00 |      |
| Eleitorado/Participação | Eleitorado/Participação        | 1 084 | 71,59 / 100,00  | 4,18 |

#### Gualtar
| Partido                 | Partido                        | Votos | %               | +/-  |
| ----------------------- | ------------------------------ | ----- | --------------- | ---- |
|                         | PSD-CDS-PPM                    | 1 178 | 41,07 / 100,00  | 1,94 |
|                         | Partido Socialista             | 1 012 | 35,29 / 100,00  | 9,67 |
|                         | Coligação Democrática Unitária | 280   | 9,76 / 100,00   | 2,74 |
|                         | Cidadania em Movimento         | 225   | 7,85 / 100,00   | Novo |
| Votos Inválidos         | Votos Inválidos                | 173   | 6,03 / 100,00   | 3,95 |
| Total                   | Total                          | 2 868 | 100,00 / 100,00 |      |
| Eleitorado/Participação | Eleitorado/Participação        | 4 492 | 63,85 / 100,00  | 7,73 |

#### Guisande e Oliveira
| Partido                 | Partido                        | Votos | %               | +/-   |
| ----------------------- | ------------------------------ | ----- | --------------- | ----- |
|                         | PSD-CDS-PPM                    | 395   | 53,38 / 100,00  | 9,01  |
|                         | Partido Socialista             | 254   | 34,32 / 100,00  | 11,49 |
|                         | Coligação Democrática Unitária | 33    | 4,46 / 100,00   | 1,45  |
|                         | Cidadania em Movimento         | 27    | 3,65 / 100,00   | Novo  |
| Votos Inválidos         | Votos Inválidos                | 31    | 4,19 / 100,00   | 0,40  |
| Total                   | Total                          | 740   | 100,00 / 100,00 |       |
| Eleitorado/Participação | Eleitorado/Participação        | 920   | 80,43 / 100,00  | 2,79  |

#### Lamas
| Partido                 | Partido                        | Votos | %               | +/-   |
| ----------------------- | ------------------------------ | ----- | --------------- | ----- |
|                         | Partido Socialista             | 240   | 48,88 / 100,00  | 10,87 |
|                         | PSD-CDS-PPM                    | 195   | 39,71 / 100,00  | 4,70  |
|                         | Coligação Democrática Unitária | 24    | 4,89 / 100,00   | 3,21  |
|                         | Cidadania em Movimento         | 17    | 3,46 / 100,00   | Novo  |
| Votos Inválidos         | Votos Inválidos                | 15    | 3,05 / 100,00   | 1,79  |
| Total                   | Total                          | 491   | 100,00 / 100,00 |       |
| Eleitorado/Participação | Eleitorado/Participação        | 659   | 74,51 / 100,00  | 5,79  |

#### Lomar e Arcos
| Partido                 | Partido                        | Votos | %               | +/-  |
| ----------------------- | ------------------------------ | ----- | --------------- | ---- |
|                         | PSD-CDS-PPM                    | 1 507 | 44,23 / 100,00  | 1,71 |
|                         | Partido Socialista             | 1 127 | 33,08 / 100,00  | 8,31 |
|                         | Coligação Democrática Unitária | 394   | 11,56 / 100,00  | 3,59 |
|                         | Cidadania em Movimento         | 197   | 5,78 / 100,00   | Novo |
| Votos Inválidos         | Votos Inválidos                | 182   | 5,34 / 100,00   | 3,46 |
| Total                   | Total                          | 3 407 | 100,00 / 100,00 |      |
| Eleitorado/Participação | Eleitorado/Participação        | 5 676 | 60,02 / 100,00  | 5,87 |

#### Merelim São Paio, Panoias e Parada de Tibães
| Partido                 | Partido                        | Votos | %               | +/-   |
| ----------------------- | ------------------------------ | ----- | --------------- | ----- |
|                         | Partido Socialista             | 925   | 33,33 / 100,00  | 13,29 |
|                         | PSD-CDS-PPM                    | 910   | 32,79 / 100,00  | 1,13  |
|                         | Coligação Democrática Unitária | 666   | 24,00 / 100,00  | 8,43  |
|                         | Cidadania em Movimento         | 122   | 4,40 / 100,00   | Novo  |
| Votos Inválidos         | Votos Inválidos                | 152   | 5,48 / 100,00   | 4,00  |
| Total                   | Total                          | 2 775 | 100,00 / 100,00 |       |
| Eleitorado/Participação | Eleitorado/Participação        | 4 332 | 64,06 / 100,00  | 5,34  |

#### Merelim São Pedro e Frossos
| Partido                 | Partido                        | Votos | %               | +/-   |
| ----------------------- | ------------------------------ | ----- | --------------- | ----- |
|                         | PSD-CDS-PPM                    | 1 148 | 46,86 / 100,00  | 4,16  |
|                         | Partido Socialista             | 772   | 31,51 / 100,00  | 11,39 |
|                         | Coligação Democrática Unitária | 240   | 9,80 / 100,00   | 3,04  |
|                         | Cidadania em Movimento         | 159   | 6,49 / 100,00   | Novo  |
| Votos Inválidos         | Votos Inválidos                | 131   | 5,35 / 100,00   | 2,41  |
| Total                   | Total                          | 2 450 | 100,00 / 100,00 |       |
| Eleitorado/Participação | Eleitorado/Participação        | 3 600 | 68,06 / 100,00  | 5,98  |

#### Mire de Tibães
| Partido                 | Partido                        | Votos | %               | +/-   |
| ----------------------- | ------------------------------ | ----- | --------------- | ----- |
|                         | PSD-CDS-PPM                    | 718   | 47,08 / 100,00  | 10,05 |
|                         | Partido Socialista             | 512   | 33,57 / 100,00  | 15,47 |
|                         | Coligação Democrática Unitária | 171   | 11,21 / 100,00  | 4,15  |
|                         | Cidadania em Movimento         | 60    | 3,93 / 100,00   | Novo  |
| Votos Inválidos         | Votos Inválidos                | 64    | 4,20 / 100,00   | 2,15  |
| Total                   | Total                          | 1 525 | 100,00 / 100,00 |       |
| Eleitorado/Participação | Eleitorado/Participação        | 2 244 | 67,96 / 100,00  | 4,04  |

#### Morreira e Trandeiras
| Partido                 | Partido                        | Votos | %               | +/-   |
| ----------------------- | ------------------------------ | ----- | --------------- | ----- |
|                         | PSD-CDS-PPM                    | 476   | 48,67 / 100,00  | 7,97  |
|                         | Partido Socialista             | 392   | 40,08 / 100,00  | 11,98 |
|                         | Coligação Democrática Unitária | 47    | 4,81 / 100,00   | 2,89  |
|                         | Cidadania em Movimento         | 21    | 2,15 / 100,00   | Novo  |
| Votos Inválidos         | Votos Inválidos                | 42    | 4,30 / 100,00   | 3,11  |
| Total                   | Total                          | 978   | 100,00 / 100,00 |       |
| Eleitorado/Participação | Eleitorado/Participação        | 1 335 | 73,26 / 100,00  | 2,93  |

#### Nogueira, Fraião e Lamaçães
| Partido                 | Partido                        | Votos  | %               | +/-   |
| ----------------------- | ------------------------------ | ------ | --------------- | ----- |
|                         | PSD-CDS-PPM                    | 3 222  | 44,20 / 100,00  | 0,20  |
|                         | Partido Socialista             | 2 073  | 28,44 / 100,00  | 11,82 |
|                         | Coligação Democrática Unitária | 768    | 10,54 / 100,00  | 4,60  |
|                         | Cidadania em Movimento         | 684    | 9,38 / 100,00   | Novo  |
| Votos Inválidos         | Votos Inválidos                | 542    | 7,44 / 100,00   | 5,07  |
| Total                   | Total                          | 7 289  | 100,00 / 100,00 |       |
| Eleitorado/Participação | Eleitorado/Participação        | 11 904 | 61,23 / 100,00  | 7,27  |

#### Nogueiró e Tenões
| Partido                 | Partido                        | Votos | %               | +/-  |
| ----------------------- | ------------------------------ | ----- | --------------- | ---- |
|                         | PSD-CDS-PPM                    | 1 076 | 43,20 / 100,00  | 1,72 |
|                         | Partido Socialista             | 646   | 25,93 / 100,00  | 5,61 |
|                         | Cidadania em Movimento         | 310   | 12,44 / 100,00  | Novo |
|                         | Coligação Democrática Unitária | 298   | 11,96 / 100,00  | 1,86 |
| Votos Inválidos         | Votos Inválidos                | 161   | 6,47 / 100,00   | 3,09 |
| Total                   | Total                          | 2 491 | 100,00 / 100,00 |      |
| Eleitorado/Participação | Eleitorado/Participação        | 4 022 | 61,93 / 100,00  | 4,21 |

#### Padim da Graça
| Partido                 | Partido                        | Votos | %               | +/-  |
| ----------------------- | ------------------------------ | ----- | --------------- | ---- |
|                         | Partido Socialista             | 480   | 43,88 / 100,00  | 5,25 |
|                         | PSD-CDS-PPM                    | 447   | 40,86 / 100,00  | 2,82 |
|                         | Coligação Democrática Unitária | 99    | 9,05 / 100,00   | 2,20 |
|                         | Cidadania em Movimento         | 26    | 2,38 / 100,00   | Novo |
| Votos Inválidos         | Votos Inválidos                | 42    | 3,84 / 100,00   | 2,19 |
| Total                   | Total                          | 1 094 | 100,00 / 100,00 |      |
| Eleitorado/Participação | Eleitorado/Participação        | 1 543 | 70,90 / 100,00  | 6,34 |

#### Palmeira
| Partido                 | Partido                        | Votos | %               | +/-   |
| ----------------------- | ------------------------------ | ----- | --------------- | ----- |
|                         | PSD-CDS-PPM                    | 1 341 | 45,91 / 100,00  | 3,76  |
|                         | Partido Socialista             | 887   | 30,37 / 100,00  | 10,78 |
|                         | Coligação Democrática Unitária | 290   | 9,93 / 100,00   | 2,73  |
|                         | Cidadania em Movimento         | 249   | 8,52 / 100,00   | Novo  |
| Votos Inválidos         | Votos Inválidos                | 154   | 5,28 / 100,00   | 2,13  |
| Total                   | Total                          | 2 921 | 100,00 / 100,00 |       |
| Eleitorado/Participação | Eleitorado/Participação        | 4 993 | 58,50 / 100,00  | 4,30  |

#### Pedralva
| Partido                 | Partido                        | Votos | %               | +/-  |
| ----------------------- | ------------------------------ | ----- | --------------- | ---- |
|                         | PSD-CDS-PPM                    | 308   | 45,23 / 100,00  | 5,67 |
|                         | Partido Socialista             | 307   | 45,08 / 100,00  | 7,48 |
|                         | Coligação Democrática Unitária | 35    | 5,14 / 100,00   | 0,30 |
|                         | Cidadania em Movimento         | 8     | 1,17 / 100,00   | Novo |
| Votos Inválidos         | Votos Inválidos                | 23    | 3,38 / 100,00   | 1,58 |
| Total                   | Total                          | 681   | 100,00 / 100,00 |      |
| Eleitorado/Participação | Eleitorado/Participação        | 1 138 | 59,84 / 100,00  | 3,41 |

#### Priscos
| Partido                 | Partido                        | Votos | %               | +/-  |
| ----------------------- | ------------------------------ | ----- | --------------- | ---- |
|                         | PSD-CDS-PPM                    | 518   | 59,27 / 100,00  | 0,91 |
|                         | Partido Socialista             | 246   | 28,15 / 100,00  | 3,89 |
|                         | Coligação Democrática Unitária | 46    | 5,26 / 100,00   | 2,15 |
|                         | Cidadania em Movimento         | 26    | 2,97 / 100,00   | Novo |
| Votos Inválidos         | Votos Inválidos                | 38    | 4,35 / 100,00   | 2,12 |
| Total                   | Total                          | 874   | 100,00 / 100,00 |      |
| Eleitorado/Participação | Eleitorado/Participação        | 1 218 | 71,76 / 100,00  | 1,57 |

#### Real, Dume e Semelhe
| Partido                 | Partido                        | Votos | %               | +/-  |
| ----------------------- | ------------------------------ | ----- | --------------- | ---- |
|                         | Partido Socialista             | 2 128 | 36,63 / 100,00  | 8,90 |
|                         | PSD-CDS-PPM                    | 2 122 | 36,52 / 100,00  | 0,28 |
|                         | Coligação Democrática Unitária | 803   | 13,82 / 100,00  | 4,77 |
|                         | Cidadania em Movimento         | 392   | 6,75 / 100,00   | Novo |
| Votos Inválidos         | Votos Inválidos                | 365   | 6,29 / 100,00   | 3,56 |
| Total                   | Total                          | 5 810 | 100,00 / 100,00 |      |
| Eleitorado/Participação | Eleitorado/Participação        | 9 870 | 58,87 / 100,00  | 6,67 |

#### Ruilhe
| Partido                 | Partido                        | Votos | %               | +/-  |
| ----------------------- | ------------------------------ | ----- | --------------- | ---- |
|                         | PSD-CDS-PPM                    | 293   | 39,92 / 100,00  | 1,49 |
|                         | Partido Socialista             | 288   | 39,24 / 100,00  | 7,63 |
|                         | Coligação Democrática Unitária | 85    | 11,58 / 100,00  | 3,15 |
|                         | Cidadania em Movimento         | 23    | 3,13 / 100,00   | Novo |
| Votos Inválidos         | Votos Inválidos                | 45    | 6,13 / 100,00   | 3,60 |
| Total                   | Total                          | 734   | 100,00 / 100,00 |      |
| Eleitorado/Participação | Eleitorado/Participação        | 1 073 | 68,41 / 100,00  | 6,70 |

#### Santa Lucrécia de Algeriz e Navarra
| Partido                 | Partido                        | Votos | %               | +/-  |
| ----------------------- | ------------------------------ | ----- | --------------- | ---- |
|                         | PSD-CDS-PPM                    | 288   | 42,86 / 100,00  | 5,03 |
|                         | Partido Socialista             | 279   | 41,52 / 100,00  | 5,74 |
|                         | Coligação Democrática Unitária | 46    | 6,85 / 100,00   | 4,88 |
|                         | Cidadania em Movimento         | 27    | 4,02 / 100,00   | Novo |
| Votos Inválidos         | Votos Inválidos                | 32    | 4,77 / 100,00   | 1,53 |
| Total                   | Total                          | 672   | 100,00 / 100,00 |      |
| Eleitorado/Participação | Eleitorado/Participação        | 943   | 71,26 / 100,00  | 5,27 |

#### Sequeira
| Partido                 | Partido                        | Votos | %               | +/-  |
| ----------------------- | ------------------------------ | ----- | --------------- | ---- |
|                         | Partido Socialista             | 489   | 41,13 / 100,00  | 9,71 |
|                         | PSD-CDS-PPM                    | 451   | 37,93 / 100,00  | 1,40 |
|                         | Coligação Democrática Unitária | 111   | 9,34 / 100,00   | 4,76 |
|                         | Cidadania em Movimento         | 38    | 3,20 / 100,00   | Novo |
| Votos Inválidos         | Votos Inválidos                | 100   | 8,41 / 100,00   | 5,43 |
| Total                   | Total                          | 1 189 | 100,00 / 100,00 |      |
| Eleitorado/Participação | Eleitorado/Participação        | 1 805 | 65,87 / 100,00  | 5,81 |

#### Sobreposta
| Partido                 | Partido                        | Votos | %               | +/-   |
| ----------------------- | ------------------------------ | ----- | --------------- | ----- |
|                         | PSD-CDS-PPM                    | 375   | 52,23 / 100,00  | 4,50  |
|                         | Partido Socialista             | 219   | 30,50 / 100,00  | 12,01 |
|                         | Coligação Democrática Unitária | 49    | 6,82 / 100,00   | 2,68  |
|                         | Cidadania em Movimento         | 35    | 4,87 / 100,00   | Novo  |
| Votos Inválidos         | Votos Inválidos                | 40    | 5,57 / 100,00   | 3,43  |
| Total                   | Total                          | 718   | 100,00 / 100,00 |       |
| Eleitorado/Participação | Eleitorado/Participação        | 1 207 | 59,49 / 100,00  | 7,06  |

#### Tadim
| Partido                 | Partido                        | Votos | %               | +/-  |
| ----------------------- | ------------------------------ | ----- | --------------- | ---- |
|                         | Partido Socialista             | 327   | 47,25 / 100,00  | 1,67 |
|                         | PSD-CDS-PPM                    | 227   | 32,80 / 100,00  | 2,99 |
|                         | Coligação Democrática Unitária | 61    | 8,82 / 100,00   | 0,31 |
|                         | Cidadania em Movimento         | 30    | 4,34 / 100,00   | Novo |
| Votos Inválidos         | Votos Inválidos                | 47    | 6,79 / 100,00   | 4,33 |
| Total                   | Total                          | 692   | 100,00 / 100,00 |      |
| Eleitorado/Participação | Eleitorado/Participação        | 963   | 71,86 / 100,00  | 5,92 |

#### Tebosa
| Partido                 | Partido                        | Votos | %               | +/-   |
| ----------------------- | ------------------------------ | ----- | --------------- | ----- |
|                         | Partido Socialista             | 333   | 47,30 / 100,00  | 18,06 |
|                         | PSD-CDS-PPM                    | 301   | 42,76 / 100,00  | 15,70 |
|                         | Coligação Democrática Unitária | 48    | 6,82 / 100,00   | 2,63  |
|                         | Cidadania em Movimento         | 6     | 0,85 / 100,00   | Novo  |
| Votos Inválidos         | Votos Inválidos                | 16    | 2,27 / 100,00   | 0,65  |
| Total                   | Total                          | 704   | 100,00 / 100,00 |       |
| Eleitorado/Participação | Eleitorado/Participação        | 961   | 73,26 / 100,00  | 4,94  |

#### Vilaça e Fradelos
| Partido                 | Partido                        | Votos | %               | +/-  |
| ----------------------- | ------------------------------ | ----- | --------------- | ---- |
|                         | PSD-CDS-PPM                    | 579   | 50,48 / 100,00  | 0,77 |
|                         | Partido Socialista             | 428   | 37,31 / 100,00  | 4,84 |
|                         | Coligação Democrática Unitária | 55    | 4,80 / 100,00   | 1,92 |
|                         | Cidadania em Movimento         | 24    | 2,09 / 100,00   | Novo |
| Votos Inválidos         | Votos Inválidos                | 61    | 5,32 / 100,00   | 2,94 |
| Total                   | Total                          | 1 147 | 100,00 / 100,00 |      |
| Eleitorado/Participação | Eleitorado/Participação        | 1 475 | 77,76 / 100,00  | 2,89 |

### Juntas de Freguesia

#### Adaúfe
| Partido                 | Partido                        | Votos | %               | +/-   | Mandatos | +/-     |
| ----------------------- | ------------------------------ | ----- | --------------- | ----- | -------- | ------- |
|                         | PSD-CDS-PPM                    | 1 124 | 51,32 / 100,00  | 10,37 | 5 / 9    | 1       |
|                         | Partido Socialista             | 812   | 37,08 / 100,00  | 14,08 | 4 / 9    | 1       |
|                         | Coligação Democrática Unitária | 158   | 7,21 / 100,00   | 1,60  | 0 / 9    | Estável |
| Votos Inválidos         | Votos Inválidos                | 96    | 4,39 / 100,00   | 2,11  |          |         |
| Total                   | Total                          | 2 190 | 100,00 / 100,00 |       | 9 / 9    |         |
| Eleitorado/Participação | Eleitorado/Participação        | 3 721 | 58,86 / 100,00  | 0,87  |          |         |

#### Arentim e Cunha
| Partido                 | Partido                                | Votos | %               | Mandatos |
| ----------------------- | -------------------------------------- | ----- | --------------- | -------- |
|                         | Lista Independente por Arentim e Cunha | 555   | 49,25 / 100,00  | 5 / 9    |
|                         | Partido Socialista                     | 489   | 43,39 / 100,00  | 4 / 9    |
|                         | Coligação Democrática Unitária         | 31    | 2,75 / 100,00   | 0 / 9    |
| Votos Inválidos         | Votos Inválidos                        | 52    | 4,61 / 100,00   |          |
| Total                   | Total                                  | 1 127 | 100,00 / 100,00 | 9 / 9    |
| Eleitorado/Participação | Eleitorado/Participação                | 1 416 | 79,59 / 100,00  |          |

#### Braga (Maximinos, Sé e Cividade)
| Partido                 | Partido                               | Votos  | %               | Mandatos |
| ----------------------- | ------------------------------------- | ------ | --------------- | -------- |
|                         | Partido Socialista                    | 2 399  | 31,97 / 100,00  | 5 / 13   |
|                         | PSD-CDS-PPM                           | 2 253  | 30,02 / 100,00  | 4 / 13   |
|                         | XXI Movimento Democrático Alternativo | 1 309  | 17,44 / 100,00  | 2 / 13   |
|                         | Coligação Democrática Unitária        | 1 040  | 13,86 / 100,00  | 2 / 13   |
| Votos Inválidos         | Votos Inválidos                       | 503    | 6,70 / 100,00   |          |
| Total                   | Total                                 | 7 504  | 100,00 / 100,00 | 13 / 13  |
| Eleitorado/Participação | Eleitorado/Participação               | 13 453 | 55,78 / 100,00  |          |

#### Braga (São José de São Lázaro e São João do Souto)
| Partido                 | Partido                        | Votos  | %               | Mandatos |
| ----------------------- | ------------------------------ | ------ | --------------- | -------- |
|                         | PSD-CDS-PPM                    | 3 029  | 42,78 / 100,00  | 6 / 13   |
|                         | Partido Socialista             | 2 339  | 33,04 / 100,00  | 5 / 13   |
|                         | Coligação Democrática Unitária | 803    | 11,34 / 100,00  | 1 / 13   |
|                         | Cidadania em Movimento         | 524    | 7,40 / 100,00   | 1 / 13   |
| Votos Inválidos         | Votos Inválidos                | 385    | 5,44 / 100,00   |          |
| Total                   | Total                          | 7 080  | 100,00 / 100,00 | 13 / 13  |
| Eleitorado/Participação | Eleitorado/Participação        | 13 048 | 54,26 / 100,00  |          |

#### Braga (São Vicente)
| Partido                 | Partido                        | Votos  | %               | +/-  | Mandatos | +/-     |
| ----------------------- | ------------------------------ | ------ | --------------- | ---- | -------- | ------- |
|                         | PSD-CDS-PPM                    | 2 462  | 41,01 / 100,00  | 0,16 | 6 / 13   | Estável |
|                         | Partido Socialista             | 1 938  | 32,28 / 100,00  | 6,43 | 5 / 13   | 1       |
|                         | Coligação Democrática Unitária | 648    | 10,79 / 100,00  | 1,39 | 1 / 13   | Estável |
|                         | Cidadania em Movimento         | 576    | 9,60 / 100,00   | Novo | 1 / 13   | Novo    |
| Votos Inválidos         | Votos Inválidos                | 379    | 6,31 / 100,00   | 2,94 |          |         |
| Total                   | Total                          | 6 003  | 100,00 / 100,00 |      | 13 / 13  |         |
| Eleitorado/Participação | Eleitorado/Participação        | 10 827 | 55,44 / 100,00  | 2,60 |          |         |

#### Braga (São Victor)
| Partido                 | Partido                        | Votos  | %               | +/-   | Mandatos | +/-  |
| ----------------------- | ------------------------------ | ------ | --------------- | ----- | -------- | ---- |
|                         | PSD-CDS-PPM                    | 5 335  | 44,98 / 100,00  | 13,26 | 9 / 19   | 3    |
|                         | Partido Socialista             | 3 825  | 32,25 / 100,00  | 7,56  | 7 / 19   | 2    |
|                         | Coligação Democrática Unitária | 1 182  | 9,97 / 100,00   | 2,47  | 2 / 19   | 1    |
|                         | Cidadania em Movimento         | 857    | 7,23 / 100,00   | Novo  | 1 / 19   | Novo |
| Votos Inválidos         | Votos Inválidos                | 661    | 5,57 / 100,00   | 1,94  |          |      |
| Total                   | Total                          | 11 860 | 100,00 / 100,00 |       | 19 / 19  |      |
| Eleitorado/Participação | Eleitorado/Participação        | 23 973 | 49,47 / 100,00  | 5,76  |          |      |

#### Cabreiros e Passos São Julião
| Partido                 | Partido                        | Votos | %               | Mandatos |
| ----------------------- | ------------------------------ | ----- | --------------- | -------- |
|                         | Partido Socialista             | 926   | 62,57 / 100,00  | 6 / 9    |
|                         | PSD-CDS-PPM                    | 462   | 31,22 / 100,00  | 3 / 9    |
|                         | Coligação Democrática Unitária | 37    | 2,50 / 100,00   | 0 / 9    |
| Votos Inválidos         | Votos Inválidos                | 55    | 3,71 / 100,00   |          |
| Total                   | Total                          | 1 480 | 100,00 / 100,00 | 9 / 9    |
| Eleitorado/Participação | Eleitorado/Participação        | 2 146 | 68,97 / 100,00  |          |

#### Celeirós, Aveleda e Vimieiro
| Partido                 | Partido                        | Votos | %               | Mandatos |
| ----------------------- | ------------------------------ | ----- | --------------- | -------- |
|                         | Partido Socialista             | 2 248 | 58,36 / 100,00  | 8 / 13   |
|                         | PSD-CDS-PPM                    | 1 050 | 27,26 / 100,00  | 4 / 13   |
|                         | Coligação Democrática Unitária | 327   | 8,49 / 100,00   | 1 / 13   |
| Votos Inválidos         | Votos Inválidos                | 227   | 5,89 / 100,00   |          |
| Total                   | Total                          | 3 852 | 100,00 / 100,00 | 13 / 13  |
| Eleitorado/Participação | Eleitorado/Participação        | 5 968 | 64,54 / 100,00  |          |

#### Crespos e Pousada
| Partido                 | Partido                        | Votos | %               | Mandatos |
| ----------------------- | ------------------------------ | ----- | --------------- | -------- |
|                         | PSD-CDS-PPM                    | 649   | 64,71 / 100,00  | 6 / 9    |
|                         | Partido Socialista             | 318   | 31,70 / 100,00  | 3 / 9    |
|                         | Coligação Democrática Unitária | 10    | 1,00 / 100,00   | 0 / 9    |
| Votos Inválidos         | Votos Inválidos                | 26    | 2,60 / 100,00   |          |
| Total                   | Total                          | 1 003 | 100,00 / 100,00 | 9 / 9    |
| Eleitorado/Participação | Eleitorado/Participação        | 1 371 | 73,16 / 100,00  |          |

#### Escudeiros e Penso
| Partido                 | Partido                        | Votos | %               | Mandatos |
| ----------------------- | ------------------------------ | ----- | --------------- | -------- |
|                         | PSD-CDS-PPM                    | 645   | 51,77 / 100,00  | 5 / 9    |
|                         | Partido Socialista             | 554   | 44,46 / 100,00  | 4 / 9    |
|                         | Coligação Democrática Unitária | 20    | 1,61 / 100,00   | 0 / 9    |
| Votos Inválidos         | Votos Inválidos                | 27    | 2,16 / 100,00   |          |
| Total                   | Total                          | 1 246 | 100,00 / 100,00 | 9 / 9    |
| Eleitorado/Participação | Eleitorado/Participação        | 1 726 | 72,19 / 100,00  |          |

#### Espinho
| Partido                 | Partido                        | Votos | %               | +/-  | Mandatos | +/-     |
| ----------------------- | ------------------------------ | ----- | --------------- | ---- | -------- | ------- |
|                         | Partido Socialista             | 386   | 51,74 / 100,00  | 1,49 | 5 / 9    | Estável |
|                         | PSD-CDS-PPM                    | 288   | 38,61 / 100,00  | 2,43 | 4 / 9    | 1       |
|                         | Coligação Democrática Unitária | 46    | 6,17 / 100,00   | 5,64 | 0 / 9    | 1       |
| Votos Inválidos         | Votos Inválidos                | 26    | 3,49 / 100,00   | 1,73 |          |         |
| Total                   | Total                          | 746   | 100,00 / 100,00 |      | 9 / 9    |         |
| Eleitorado/Participação | Eleitorado/Participação        | 1 159 | 64,37 / 100,00  | 5,15 |          |         |

#### Esporões
| Partido                 | Partido                        | Votos | %               | +/-   | Mandatos | +/-     |
| ----------------------- | ------------------------------ | ----- | --------------- | ----- | -------- | ------- |
|                         | Partido Socialista             | 754   | 69,05 / 100,00  | 11,81 | 7 / 9    | 1       |
|                         | PSD-CDS-PPM                    | 263   | 24,08 / 100,00  | 5,67  | 2 / 9    | Estável |
|                         | Coligação Democrática Unitária | 22    | 2,01 / 100,00   | 0,08  | 0 / 9    | Estável |
| Votos Inválidos         | Votos Inválidos                | 53    | 4,85 / 100,00   | 3,26  |          |         |
| Total                   | Total                          | 1 092 | 100,00 / 100,00 |       | 9 / 9    |         |
| Eleitorado/Participação | Eleitorado/Participação        | 1 570 | 69,55 / 100,00  | 5,70  |          |         |

#### Este
| Partido                 | Partido                        | Votos | %               | Mandatos |
| ----------------------- | ------------------------------ | ----- | --------------- | -------- |
|                         | PSD-CDS-PPM                    | 1 238 | 50,80 / 100,00  | 5 / 9    |
|                         | Partido Socialista             | 936   | 38,41 / 100,00  | 4 / 9    |
|                         | Coligação Democrática Unitária | 133   | 5,46 / 100,00   | 0 / 9    |
| Votos Inválidos         | Votos Inválidos                | 130   | 5,34 / 100,00   |          |
| Total                   | Total                          | 2 437 | 100,00 / 100,00 | 9 / 9    |
| Eleitorado/Participação | Eleitorado/Participação        | 3 571 | 68,24 / 100,00  |          |

#### Ferreiros e Gondizalves
| Partido                 | Partido                        | Votos | %               | Mandatos |
| ----------------------- | ------------------------------ | ----- | --------------- | -------- |
|                         | Partido Socialista             | 2 551 | 53,52 / 100,00  | 8 / 13   |
|                         | PSD-CDS-PPM                    | 1 487 | 31,20 / 100,00  | 4 / 13   |
|                         | Coligação Democrática Unitária | 430   | 9,02 / 100,00   | 1 / 13   |
| Votos Inválidos         | Votos Inválidos                | 298   | 6,26 / 100,00   |          |
| Total                   | Total                          | 4 766 | 100,00 / 100,00 | 13 / 13  |
| Eleitorado/Participação | Eleitorado/Participação        | 7 907 | 60,28 / 100,00  |          |

#### Figueiredo
| Partido                 | Partido                        | Votos | %               | +/-  | Mandatos | +/-     |
| ----------------------- | ------------------------------ | ----- | --------------- | ---- | -------- | ------- |
|                         | Partido Socialista             | 518   | 66,75 / 100,00  | 3,28 | 7 / 9    | Estável |
|                         | PSD-CDS-PPM                    | 192   | 24,74 / 100,00  | 2,21 | 2 / 9    | Estável |
|                         | Coligação Democrática Unitária | 33    | 4,25 / 100,00   | 2,58 | 0 / 9    | Estável |
| Votos Inválidos         | Votos Inválidos                | 33    | 4,25 / 100,00   | 1,49 |          |         |
| Total                   | Total                          | 776   | 100,00 / 100,00 |      | 9 / 9    |         |
| Eleitorado/Participação | Eleitorado/Participação        | 1 084 | 71,59 / 100,00  | 4,18 |          |         |

#### Gualtar
| Partido                 | Partido                        | Votos | %               | +/-  | Mandatos | +/-     |
| ----------------------- | ------------------------------ | ----- | --------------- | ---- | -------- | ------- |
|                         | Partido Socialista             | 1 348 | 47,00 / 100,00  | 3,93 | 5 / 9    | Estável |
|                         | PSD-CDS-PPM                    | 1 001 | 34,90 / 100,00  | 2,02 | 4 / 9    | Estável |
|                         | Cidadania em Movimento         | 195   | 6,80 / 100,00   | Novo | 0 / 9    | Novo    |
|                         | Coligação Democrática Unitária | 168   | 5,86 / 100,00   | 0,16 | 0 / 9    | Estável |
| Votos Inválidos         | Votos Inválidos                | 156   | 5,44 / 100,00   | 2,99 |          |         |
| Total                   | Total                          | 2 868 | 100,00 / 100,00 |      | 9 / 9    |         |
| Eleitorado/Participação | Eleitorado/Participação        | 4 492 | 63,85 / 100,00  | 7,71 |          |         |

#### Guisande e Oliveira
| Partido                 | Partido                        | Votos | %               | Mandatos |
| ----------------------- | ------------------------------ | ----- | --------------- | -------- |
|                         | PSD-CDS-PPM                    | 432   | 58,38 / 100,00  | 4 / 7    |
|                         | Partido Socialista             | 269   | 36,35 / 100,00  | 3 / 7    |
|                         | Coligação Democrática Unitária | 12    | 1,62 / 100,00   | 0 / 7    |
| Votos Inválidos         | Votos Inválidos                | 27    | 3,65 / 100,00   |          |
| Total                   | Total                          | 740   | 100,00 / 100,00 | 7 / 7    |
| Eleitorado/Participação | Eleitorado/Participação        | 920   | 80,43 / 100,00  |          |

#### Lamas
| Partido                 | Partido                        | Votos | %               | +/-  | Mandatos | +/-     |
| ----------------------- | ------------------------------ | ----- | --------------- | ---- | -------- | ------- |
|                         | Partido Socialista             | 332   | 67,62 / 100,00  | 5,55 | 5 / 7    | Estável |
|                         | PSD-CDS-PPM                    | 130   | 26,48 / 100,00  | 1,11 | 2 / 7    | Estável |
|                         | Coligação Democrática Unitária | 17    | 3,46 / 100,00   | 2,83 | 0 / 7    | Estável |
| Votos Inválidos         | Votos Inválidos                | 12    | 2,45 / 100,00   | 1,61 |          |         |
| Total                   | Total                          | 491   | 100,00 / 100,00 |      | 7 / 7    |         |
| Eleitorado/Participação | Eleitorado/Participação        | 659   | 74,51 / 100,00  | 5,79 |          |         |

#### Lomar e Arcos
| Partido                 | Partido                        | Votos | %               | Mandatos |
| ----------------------- | ------------------------------ | ----- | --------------- | -------- |
|                         | PSD-CDS-PPM                    | 1 472 | 43,21 / 100,00  | 6 / 13   |
|                         | Partido Socialista             | 1 376 | 40,39 / 100,00  | 6 / 13   |
|                         | Coligação Democrática Unitária | 362   | 10,63 / 100,00  | 1 / 13   |
| Votos Inválidos         | Votos Inválidos                | 197   | 5,78 / 100,00   |          |
| Total                   | Total                          | 3 407 | 100,00 / 100,00 | 13 / 13  |
| Eleitorado/Participação | Eleitorado/Participação        | 5 676 | 60,02 / 100,00  |          |

#### Merelim São Paio, Panoias e Parada de Tibães
| Partido                 | Partido                        | Votos | %               | Mandatos |
| ----------------------- | ------------------------------ | ----- | --------------- | -------- |
|                         | Coligação Democrática Unitária | 1 104 | 39,80 / 100,00  | 4 / 9    |
|                         | Partido Socialista             | 1 011 | 36,45 / 100,00  | 3 / 9    |
|                         | PSD-CDS-PPM                    | 513   | 18,49 / 100,00  | 2 / 9    |
| Votos Inválidos         | Votos Inválidos                | 146   | 5,27 / 100,00   |          |
| Total                   | Total                          | 2 774 | 100,00 / 100,00 | 9 / 9    |
| Eleitorado/Participação | Eleitorado/Participação        | 4 332 | 64,04 / 100,00  |          |

#### Merelim São Pedro e Frossos
| Partido                 | Partido                        | Votos | %               | Mandatos |
| ----------------------- | ------------------------------ | ----- | --------------- | -------- |
|                         | PSD-CDS-PPM                    | 1 284 | 52,41 / 100,00  | 5 / 9    |
|                         | Partido Socialista             | 885   | 36,12 / 100,00  | 4 / 9    |
|                         | Coligação Democrática Unitária | 168   | 6,86 / 100,00   | 0 / 9    |
| Votos Inválidos         | Votos Inválidos                | 113   | 4,61 / 100,00   |          |
| Total                   | Total                          | 2 450 | 100,00 / 100,00 | 9 / 9    |
| Eleitorado/Participação | Eleitorado/Participação        | 3 600 | 68,06 / 100,00  |          |

#### Mire de Tibães
| Partido                 | Partido                        | Votos | %               | +/-   | Mandatos | +/-     |
| ----------------------- | ------------------------------ | ----- | --------------- | ----- | -------- | ------- |
|                         | PSD-CDS-PPM                    | 706   | 46,30 / 100,00  | 6,12  | 4 / 9    | Estável |
|                         | Partido Socialista             | 611   | 40,07 / 100,00  | 10,76 | 4 / 9    | 1       |
|                         | Coligação Democrática Unitária | 151   | 9,90 / 100,00   | 4,12  | 1 / 9    | 1       |
| Votos Inválidos         | Votos Inválidos                | 57    | 3,73 / 100,00   | 0,52  |          |         |
| Total                   | Total                          | 1 525 | 100,00 / 100,00 |       | 9 / 9    |         |
| Eleitorado/Participação | Eleitorado/Participação        | 2 244 | 67,96 / 100,00  | 4,04  |          |         |

#### Morreira e Trandeiras
| Partido                 | Partido                        | Votos | %               | Mandatos |
| ----------------------- | ------------------------------ | ----- | --------------- | -------- |
|                         | Partido Socialista             | 555   | 56,69 / 100,00  | 6 / 9    |
|                         | PSD-CDS-PPM                    | 349   | 35,65 / 100,00  | 3 / 9    |
|                         | Coligação Democrática Unitária | 24    | 2,45 / 100,00   | 0 / 9    |
| Votos Inválidos         | Votos Inválidos                | 51    | 5,21 / 100,00   |          |
| Total                   | Total                          | 979   | 100,00 / 100,00 | 9 / 9    |
| Eleitorado/Participação | Eleitorado/Participação        | 1 335 | 73,33 / 100,00  |          |

#### Nogueira, Fraião e Lamaçães
| Partido                 | Partido                        | Votos  | %               | Mandatos |
| ----------------------- | ------------------------------ | ------ | --------------- | -------- |
|                         | PSD-CDS-PPM                    | 2 945  | 40,40 / 100,00  | 6 / 13   |
|                         | Partido Socialista             | 2 572  | 35,29 / 100,00  | 5 / 13   |
|                         | Coligação Democrática Unitária | 598    | 8,20 / 100,00   | 1 / 13   |
|                         | Cidadania em Movimento         | 586    | 8,04 / 100,00   | 1 / 13   |
| Votos Inválidos         | Votos Inválidos                | 588    | 8,07 / 100,00   |          |
| Total                   | Total                          | 7 289  | 100,00 / 100,00 | 13 / 13  |
| Eleitorado/Participação | Eleitorado/Participação        | 11 904 | 61,23 / 100,00  |          |

#### Nogueiró e Tenões
| Partido                 | Partido                        | Votos | %               | Mandatos |
| ----------------------- | ------------------------------ | ----- | --------------- | -------- |
|                         | Construir a União              | 1 504 | 60,38 / 100,00  | 7 / 9    |
|                         | Coligação Democrática Unitária | 591   | 23,73 / 100,00  | 2 / 9    |
| Votos Inválidos         | Votos Inválidos                | 396   | 15,89 / 100,00  |          |
| Total                   | Total                          | 2 491 | 100,00 / 100,00 | 9 / 9    |
| Eleitorado/Participação | Eleitorado/Participação        | 4 022 | 61,93 / 100,00  |          |

#### Padim da Graça
| Partido                 | Partido                        | Votos | %               | +/-   | Mandatos | +/-     |
| ----------------------- | ------------------------------ | ----- | --------------- | ----- | -------- | ------- |
|                         | Partido Socialista             | 600   | 54,84 / 100,00  | 15,76 | 5 / 9    | 1       |
|                         | Servir Padim da Graça          | 358   | 32,72 / 100,00  | 3,95  | 3 / 9    | Estável |
|                         | Coligação Democrática Unitária | 102   | 9,32 / 100,00   | 3,77  | 1 / 9    | 1       |
| Votos Inválidos         | Votos Inválidos                | 34    | 3,11 / 100,00   | 1,38  |          |         |
| Total                   | Total                          | 1 094 | 100,00 / 100,00 |       | 9 / 9    |         |
| Eleitorado/Participação | Eleitorado/Participação        | 1 543 | 70,90 / 100,00  | 6,34  |          |         |

#### Palmeira
| Partido                 | Partido                        | Votos | %               | +/-  | Mandatos | +/-  |
| ----------------------- | ------------------------------ | ----- | --------------- | ---- | -------- | ---- |
|                         | PSD-CDS-PPM                    | 1 244 | 42,59 / 100,00  | -    | 4 / 9    | -    |
|                         | Partido Socialista             | 1 040 | 35,60 / 100,00  | -    | 4 / 9    | -    |
|                         | Cidadania em Movimento         | 271   | 9,28 / 100,00   | Novo | 1 / 9    | Novo |
|                         | Coligação Democrática Unitária | 222   | 7,60 / 100,00   | 4,05 | 0 / 9    | 1    |
| Votos Inválidos         | Votos Inválidos                | 144   | 4,93 / 100,00   | 0,68 |          |      |
| Total                   | Total                          | 2 921 | 100,00 / 100,00 |      | 9 / 9    |      |
| Eleitorado/Participação | Eleitorado/Participação        | 4 993 | 58,50 / 100,00  | 4,30 |          |      |

#### Pedralva
| Partido                 | Partido                        | Votos | %               | +/-  | Mandatos | +/-     |
| ----------------------- | ------------------------------ | ----- | --------------- | ---- | -------- | ------- |
|                         | Partido Socialista             | 371   | 54,48 / 100,00  | 3,17 | 5 / 9    | Estável |
|                         | PSD-CDS-PPM                    | 263   | 38,62 / 100,00  | 3,57 | 4 / 9    | Estável |
|                         | Coligação Democrática Unitária | 23    | 3,38 / 100,00   | 0,35 | 0 / 9    | Estável |
| Votos Inválidos         | Votos Inválidos                | 24    | 3,53 / 100,00   | 0,76 |          |         |
| Total                   | Total                          | 681   | 100,00 / 100,00 |      | 9 / 9    |         |
| Eleitorado/Participação | Eleitorado/Participação        | 1 138 | 59,84 / 100,00  | 3,41 |          |         |

#### Priscos
| Partido                 | Partido                        | Votos | %               | +/-   | Mandatos | +/-     |
| ----------------------- | ------------------------------ | ----- | --------------- | ----- | -------- | ------- |
|                         | PSD-CDS-PPM                    | 522   | 59,73 / 100,00  | 6,45  | 6 / 9    | 1       |
|                         | Partido Socialista             | 297   | 33,98 / 100,00  | 15,40 | 3 / 9    | 2       |
|                         | Coligação Democrática Unitária | 24    | 2,75 / 100,00   | 0,64  | 0 / 9    | Estável |
| Votos Inválidos         | Votos Inválidos                | 31    | 3,55 / 100,00   | 2,33  |          |         |
| Total                   | Total                          | 874   | 100,00 / 100,00 |       | 9 / 9    |         |
| Eleitorado/Participação | Eleitorado/Participação        | 1 218 | 71,76 / 100,00  | 1,57  |          |         |

#### Real, Dume e Semelhe
| Partido                 | Partido                        | Votos | %               | Mandatos |
| ----------------------- | ------------------------------ | ----- | --------------- | -------- |
|                         | Partido Socialista             | 2 876 | 49,50 / 100,00  | 7 / 13   |
|                         | PSD-CDS-PPM                    | 1 682 | 28,95 / 100,00  | 4 / 13   |
|                         | Coligação Democrática Unitária | 837   | 14,41 / 100,00  | 2 / 13   |
| Votos Inválidos         | Votos Inválidos                | 415   | 7,14 / 100,00   |          |
| Total                   | Total                          | 5 810 | 100,00 / 100,00 | 13 / 13  |
| Eleitorado/Participação | Eleitorado/Participação        | 9 870 | 58,87 / 100,00  |          |

#### Ruilhe
| Partido                 | Partido                        | Votos | %               | +/-  | Mandatos | +/-     |
| ----------------------- | ------------------------------ | ----- | --------------- | ---- | -------- | ------- |
|                         | Partido Socialista             | 337   | 45,91 / 100,00  | 4,09 | 5 / 9    | Estável |
|                         | PSD-CDS-PPM                    | 266   | 36,24 / 100,00  | 0,75 | 3 / 9    | Estável |
|                         | Coligação Democrática Unitária | 91    | 12,40 / 100,00  | 2,76 | 1 / 9    | Estável |
| Votos Inválidos         | Votos Inválidos                | 40    | 5,45 / 100,00   | 2,07 |          |         |
| Total                   | Total                          | 734   | 100,00 / 100,00 |      | 9 / 9    |         |
| Eleitorado/Participação | Eleitorado/Participação        | 1 073 | 68,41 / 100,00  | 6,70 |          |         |

#### Santa Lucrécia de Algeriz e Navarra
| Partido                 | Partido                        | Votos | %               | Mandatos |
| ----------------------- | ------------------------------ | ----- | --------------- | -------- |
|                         | Partido Socialista             | 341   | 50,74 / 100,00  | 4 / 7    |
|                         | PSD-CDS-PPM                    | 266   | 39,58 / 100,00  | 3 / 7    |
|                         | Coligação Democrática Unitária | 39    | 5,80 / 100,00   | 0 / 7    |
| Votos Inválidos         | Votos Inválidos                | 26    | 3,87 / 100,00   |          |
| Total                   | Total                          | 672   | 100,00 / 100,00 | 7 / 7    |
| Eleitorado/Participação | Eleitorado/Participação        | 943   | 71,26 / 100,00  |          |

#### Sequeira
| Partido                 | Partido                        | Votos | %               | +/-  | Mandatos | +/-     |
| ----------------------- | ------------------------------ | ----- | --------------- | ---- | -------- | ------- |
|                         | Partido Socialista             | 720   | 60,56 / 100,00  | 2,43 | 6 / 9    | Estável |
|                         | PSD-CDS-PPM                    | 338   | 28,43 / 100,00  | 1,83 | 3 / 9    | Estável |
|                         | Coligação Democrática Unitária | 70    | 5,89 / 100,00   | 2,26 | 0 / 9    | Estável |
| Votos Inválidos         | Votos Inválidos                | 61    | 5,13 / 100,00   | 2,01 |          |         |
| Total                   | Total                          | 1 189 | 100,00 / 100,00 |      | 9 / 9    |         |
| Eleitorado/Participação | Eleitorado/Participação        | 1 805 | 65,87 / 100,00  | 5,86 |          |         |

#### Sobreposta
| Partido                 | Partido                        | Votos | %               | +/-  | Mandatos | +/-     |
| ----------------------- | ------------------------------ | ----- | --------------- | ---- | -------- | ------- |
|                         | Sobreposta Mais e Melhor       | 529   | 73,68 / 100,00  | 6,40 | 8 / 9    | Estável |
|                         | Coligação Democrática Unitária | 122   | 16,99 / 100,00  | 2,02 | 1 / 9    | Estável |
| Votos Inválidos         | Votos Inválidos                | 67    | 9,33 / 100,00   | 4,38 |          |         |
| Total                   | Total                          | 718   | 100,00 / 100,00 |      | 9 / 9    |         |
| Eleitorado/Participação | Eleitorado/Participação        | 1 207 | 59,49 / 100,00  | 7,06 |          |         |

#### Tadim
| Partido                 | Partido                        | Votos | %               | +/-  | Mandatos | +/-     |
| ----------------------- | ------------------------------ | ----- | --------------- | ---- | -------- | ------- |
|                         | Partido Socialista             | 383   | 55,35 / 100,00  | 0,66 | 5 / 7    | Estável |
|                         | PSD-CDS-PPM                    | 217   | 31,36 / 100,00  | 1,11 | 2 / 7    | Estável |
|                         | Coligação Democrática Unitária | 49    | 7,08 / 100,00   | 3,31 | 0 / 7    | Estável |
| Votos Inválidos         | Votos Inválidos                | 43    | 6,22 / 100,00   | 3,77 |          |         |
| Total                   | Total                          | 692   | 100,00 / 100,00 |      | 7 / 7    |         |
| Eleitorado/Participação | Eleitorado/Participação        | 963   | 71,86 / 100,00  | 5,92 |          |         |

#### Tebosa
| Partido                 | Partido                        | Votos | %               | +/-   | Mandatos | +/-     |
| ----------------------- | ------------------------------ | ----- | --------------- | ----- | -------- | ------- |
|                         | Partido Socialista             | 400   | 56,82 / 100,00  | 17,88 | 5 / 7    | 1       |
|                         | PSD-CDS-PPM                    | 230   | 32,67 / 100,00  | 15,35 | 2 / 7    | 1       |
|                         | Coligação Democrática Unitária | 55    | 7,81 / 100,00   | 2,26  | 0 / 7    | Estável |
| Votos Inválidos         | Votos Inválidos                | 19    | 2,70 / 100,00   | 0,27  |          |         |
| Total                   | Total                          | 704   | 100,00 / 100,00 |       | 7 / 7    |         |
| Eleitorado/Participação | Eleitorado/Participação        | 961   | 73,26 / 100,00  | 4,94  |          |         |

#### Vilaça e Fradelos
| Partido                 | Partido                        | Votos | %               | Mandatos |
| ----------------------- | ------------------------------ | ----- | --------------- | -------- |
|                         | Partido Socialista             | 550   | 47,95 / 100,00  | 5 / 9    |
|                         | PSD-CDS-PPM                    | 530   | 46,21 / 100,00  | 4 / 9    |
|                         | Coligação Democrática Unitária | 18    | 1,57 / 100,00   | 0 / 9    |
| Votos Inválidos         | Votos Inválidos                | 49    | 4,27 / 100,00   |          |
| Total                   | Total                          | 1 147 | 100,00 / 100,00 | 9 / 9    |
| Eleitorado/Participação | Eleitorado/Participação        | 1 475 | 77,76 / 100,00  |          |

#### Juntas antes e depois das Eleições
| Freguesia                                          | 2009-2013   | 2009-2013          | 2009-2013      | 2013-2017 | 2013-2017                      | 2013-2017      |
| -------------------------------------------------- | ----------- | ------------------ | -------------- | --------- | ------------------------------ | -------------- |
| Adaúfe                                             |             | Partido Socialista | 51,16 / 100,00 |           | PSD-CDS-PPM                    | 51,32 / 100,00 |
| Arentim e Cunha                                    | Não Existia | Não Existia        | Não Existia    |           | Grupo de Cidadãos              | 49,25 / 100,00 |
| Braga (Maximinos, Sé e Cividade)                   | Não Existia | Não Existia        | Não Existia    |           | Partido Socialista             | 31,97 / 100,00 |
| Braga (São José de São Lázaro e São João do Souto) | Não Existia | Não Existia        | Não Existia    |           | PSD-CDS-PPM                    | 42,78 / 100,00 |
| Braga (São Vicente)                                |             | PSD-CDS-PPM        | 41,17 / 100,00 |           | PSD-CDS-PPM                    | 41,01 / 100,00 |
| Braga (São Victor)                                 |             | PSD-CDS-PPM        | 58,24 / 100,00 |           | PSD-CDS-PPM                    | 44,98 / 100,00 |
| Cabreiros e Passos (São Julião)                    | Não Existia | Não Existia        | Não Existia    |           | Partido Socialista             | 62,57 / 100,00 |
| Celeirós, Aveleda e Vimieiro                       | Não Existia | Não Existia        | Não Existia    |           | Partido Socialista             | 58,36 / 100,00 |
| Crespos e Pousada                                  | Não Existia | Não Existia        | Não Existia    |           | PSD-CDS-PPM                    | 64,71 / 100,00 |
| Escudeiros e Penso (Santo Estêvão e São Vicente)   | Não Existia | Não Existia        | Não Existia    |           | PSD-CDS-PPM                    | 51,77 / 100,00 |
| Espinho                                            |             | Partido Socialista | 50,25 / 100,00 |           | Partido Socialista             | 51,74 / 100,00 |
| Esporões                                           |             | Partido Socialista | 57,24 / 100,00 |           | Partido Socialista             | 69,05 / 100,00 |
| Este (São Pedro e São Mamede)                      | Não Existia | Não Existia        | Não Existia    |           | PSD-CDS-PPM                    | 50,80 / 100,00 |
| Ferreiros e Gondizalves                            | Não Existia | Não Existia        | Não Existia    |           | Partido Socialista             | 53,52 / 100,00 |
| Figueiredo                                         |             | Partido Socialista | 63,47 / 100,00 |           | Partido Socialista             | 66,75 / 100,00 |
| Gualtar                                            |             | Partido Socialista | 50,93 / 100,00 |           | Partido Socialista             | 47,00 / 100,00 |
| Guisande e Oliveira (São Pedro)                    | Não Existia | Não Existia        | Não Existia    |           | PSD-CDS-PPM                    | 58,38 / 100,00 |
| Lamas                                              |             | Partido Socialista | 73,17 / 100,00 |           | Partido Socialista             | 67,62 / 100,00 |
| Lomar e Arcos                                      | Não Existia | Não Existia        | Não Existia    |           | PSD-CDS-PPM                    | 43,21 / 100,00 |
| Merelim (São Paio), Panoias e Parada de Tibães     | Não Existia | Não Existia        | Não Existia    |           | Coligação Democrática Unitária | 39,80 / 100,00 |
| Merelim (São Pedro) e Frossos                      | Não Existia | Não Existia        | Não Existia    |           | PSD-CDS-PPM                    | 52,41 / 100,00 |
| Mire de Tibães                                     |             | Partido Socialista | 50,83 / 100,00 |           | PSD-CDS-PPM                    | 46,30 / 100,00 |
| Morreira e Trandeiras                              | Não Existia | Não Existia        | Não Existia    |           | Partido Socialista             | 56,69 / 100,00 |
| Nogueira, Fraião e Lamaçães                        | Não Existia | Não Existia        | Não Existia    |           | PSD-CDS-PPM                    | 40,40 / 100,00 |
| Nogueiró e Tenões                                  | Não Existia | Não Existia        | Não Existia    |           | Grupo de Cidadãos              | 60,38 / 100,00 |
| Padim da Graça                                     |             | Partido Socialista | 39,08 / 100,00 |           | Partido Socialista             | 54,84 / 100,00 |
| Palmeira                                           |             | Grupo de Cidadãos  | 75,61 / 100,00 |           | PSD-CDS-PPM                    | 42,59 / 100,00 |
| Pedralva                                           |             | Partido Socialista | 51,31 / 100,00 |           | Partido Socialista             | 54,48 / 100,00 |
| Priscos                                            |             | PSD-CDS-PPM        | 66,18 / 100,00 |           | PSD-CDS-PPM                    | 59,73 / 100,00 |
| Real, Dume e Semelhe                               | Não Existia | Não Existia        | Não Existia    |           | Partido Socialista             | 49,50 / 100,00 |
| Ruilhe                                             |             | Partido Socialista | 50,00 / 100,00 |           | Partido Socialista             | 45,91 / 100,00 |
| Santa Lucrécia de Algeriz e Navarra                | Não Existia | Não Existia        | Não Existia    |           | Partido Socialista             | 50,74 / 100,00 |
| Sequeira                                           |             | Partido Socialista | 62,99 / 100,00 |           | Partido Socialista             | 60,56 / 100,00 |
| Sobreposta                                         |             | Grupo de Cidadãos  | 80,08 / 100,00 |           | Grupo de Cidadãos              | 73,68 / 100,00 |
| Tadim                                              |             | Partido Socialista | 54,69 / 100,00 |           | Partido Socialista             | 55,35 / 100,00 |
| Tebosa                                             |             | Partido Socialista | 74,70 / 100,00 |           | Partido Socialista             | 56,82 / 100,00 |
| Vilaça e Fradelos                                  | Não Existia | Não Existia        | Não Existia    |           | Partido Socialista             | 47,95 / 100,00 |